# Église Saint-Martin de Sousceyrac
 (février 2021).
Si vous disposez d'ouvrages ou d'articles de référence ou si vous connaissez des sites web de qualité traitant du thème abordé ici, merci de compléter l'article en donnant les références utiles à sa vérifiabilité et en les liant à la section « Notes et références ».
Pour les articles homonymes, voir Église Saint-Martin.
L'église Saint-Martin de Sousceyrac est une église dédiée à Martin de Tours. Elle se trouve à Sousceyrac-en-Quercy dans le département du Lot.
Cette église est située dans l'ancienne commune de Sousceyrac dans le département du Lot.

## Histoire

### Le prieuré bénédictin et l'église romane
Le vocable de l'église évoque l'ancienneté de la paroisse. Au XIIe siècle, il existait un prieuré dépendant de l'abbaye de Figeac ensuite rattaché en 1335 à l'abbaye de Maurs dans le Cantal.
De ce prieuré il n'en reste pas grand-chose si ce n'est la façade d'une maison voisine avec une porte romane et une baie géminée du XIIIe siècle.
Le prieuré avait une certaine importance puisque que l'évêque de Rodez, sous la demande de l'abbaye de Figeac, y enverra vite le seigneur de Calmont d'Olt afin de le protéger.

### L'église gothique[2]
L'édifice actuel succède à une église construite après les guerres de Religion qui conservait des éléments romans réutilisés.
Ainsi un chapiteau du milieu du XIIe siècle est conservé sur un mur près de la porte Saint-Antoine.
Cette église était orientée, elle était plus petite avec un bas-côté au nord avec la chapelle Scribe ou Verdale, et une petite chapelle dite chapelle des Bessonies au sud. Le clocher se trouvait au nord de l'édifice, collé aux chapelles.
La voûte s'est effondré durant la guerre de Cent Ans, on voyait donc une belle charpente jusqu'à la démolition de 1864.
L'abbé Arsène Landes a écrit : Pas d'archives ni écrites ni maçonniques. Son peu d'ampleur à cette époque s'explique par son emplacement dans l'enceinte fortifiée et par l'existence de la chapellenie du Grand-Saignes.

### Étapes de la construction de l'église actuelle

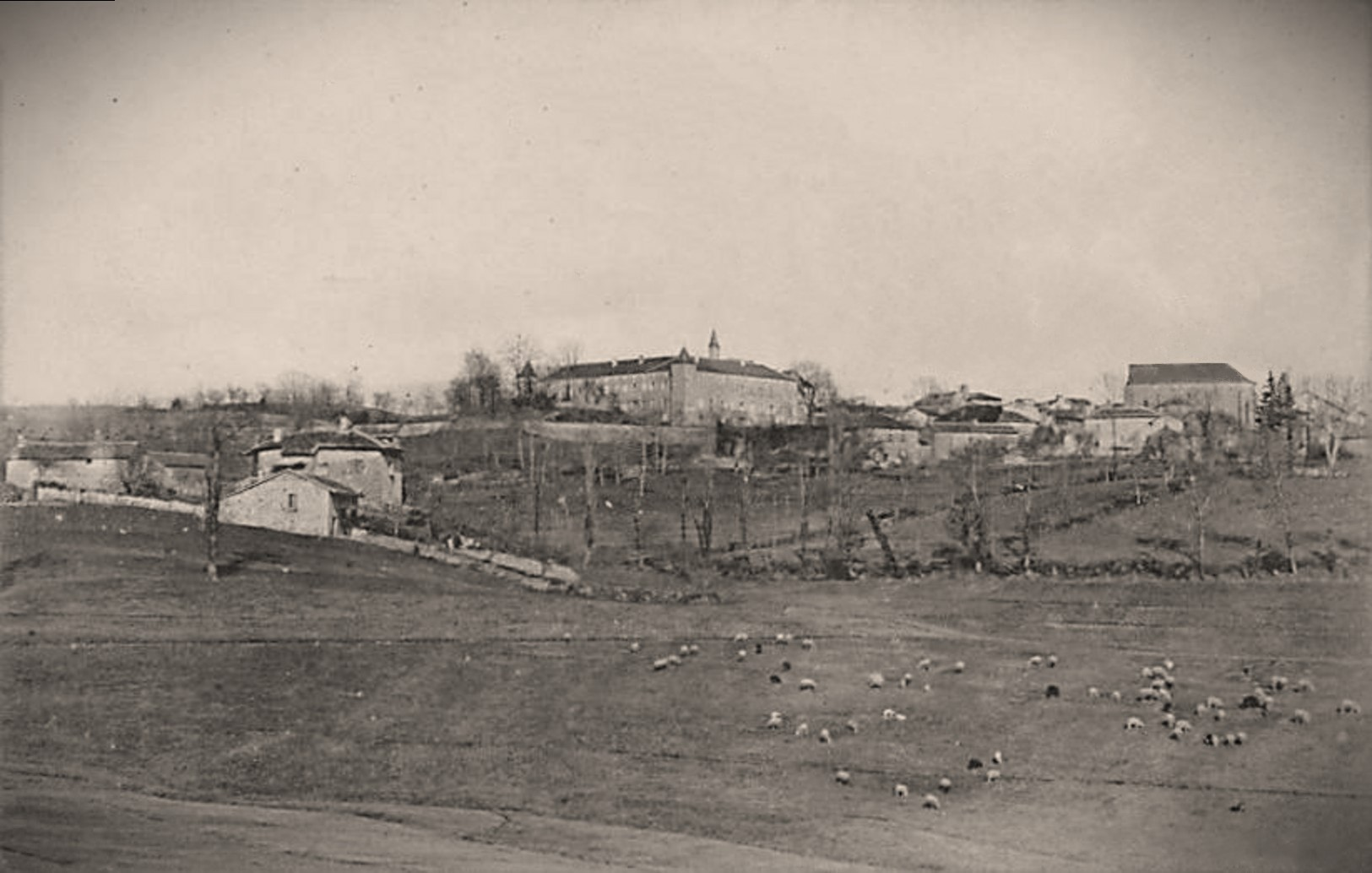
Vue générale de Sousceyrac vers 1895, le clocher n'est pas encore construit.

En 1864 et 1865, avec une souscription de 12000 F., un emprunt de 2700 F. et un don de 1500 F. de la famille La Roussilhe, sont construits le chœur actuel sur le terrain acheté par l'abbé Ladoux, et la première travée de la nef sur les fondations des remparts. La crypte date de cette époque mais fut longtemps encombrée par un bloc de maçonnerie qui avait son utilité pour le soutien du chœur élevé sur le terrain peu ferme des fossés. L'autel est taillé en 1869 par Jean Calmon de Cahors.
En 1876, l'abbé Orliac, M. Piales-d'Axtrez, maire, et la Fabrique, avec un emprunt de 7000 F., construction des deux chapelles.
En 1888, l'abbé Vayssié obtient la réfection de la toiture et de la double sacristie, la construction de la décharge actuelle sur l'emplacement de vieilles maisons achetées par ses prédécesseurs.
En 1896-1897, l'abbé Vayssié, M. Espinadel, maire, et la Fabrique, avec 9200 F. de souscription, 10000 F. de la commune et 3000 F. de l'État, commence la construction de la dernière travée de la nef et du clocher.
En 1900, les travaux peuvent se poursuivre et se terminer grâce à un emprunt par la fabrique de 3000 F. et un secours de l'État de 4000 F.
En 1913-1914, souscription de 4800 F. et dépenses de 7650 F. du temps de l'abbé Alaman:
- Dans la crypte : enlèvement du bloc de maçonnerie, installation de charpentes métalliques.

- Dans la nef : grattage des murs, crépis et peintures, réparation des vitraux.

Le 28 mai 1914, consécration de l'église Saint-Martin de Sousceyrac par l'évêque de Cahors, Pierre-Célestin Cézerac.

Représentation des étapes de construction de la nouvelle Église
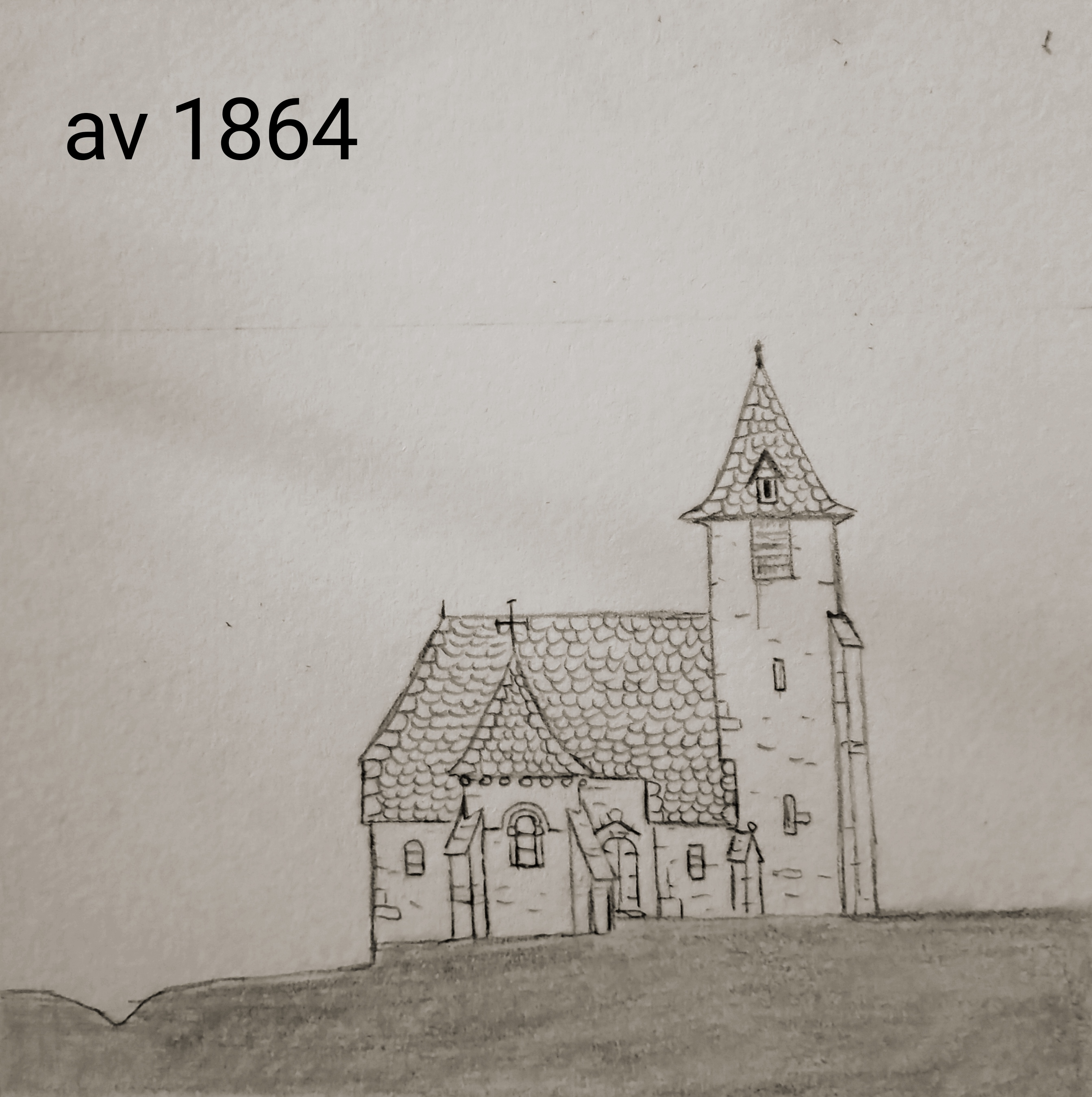
avant les travaux
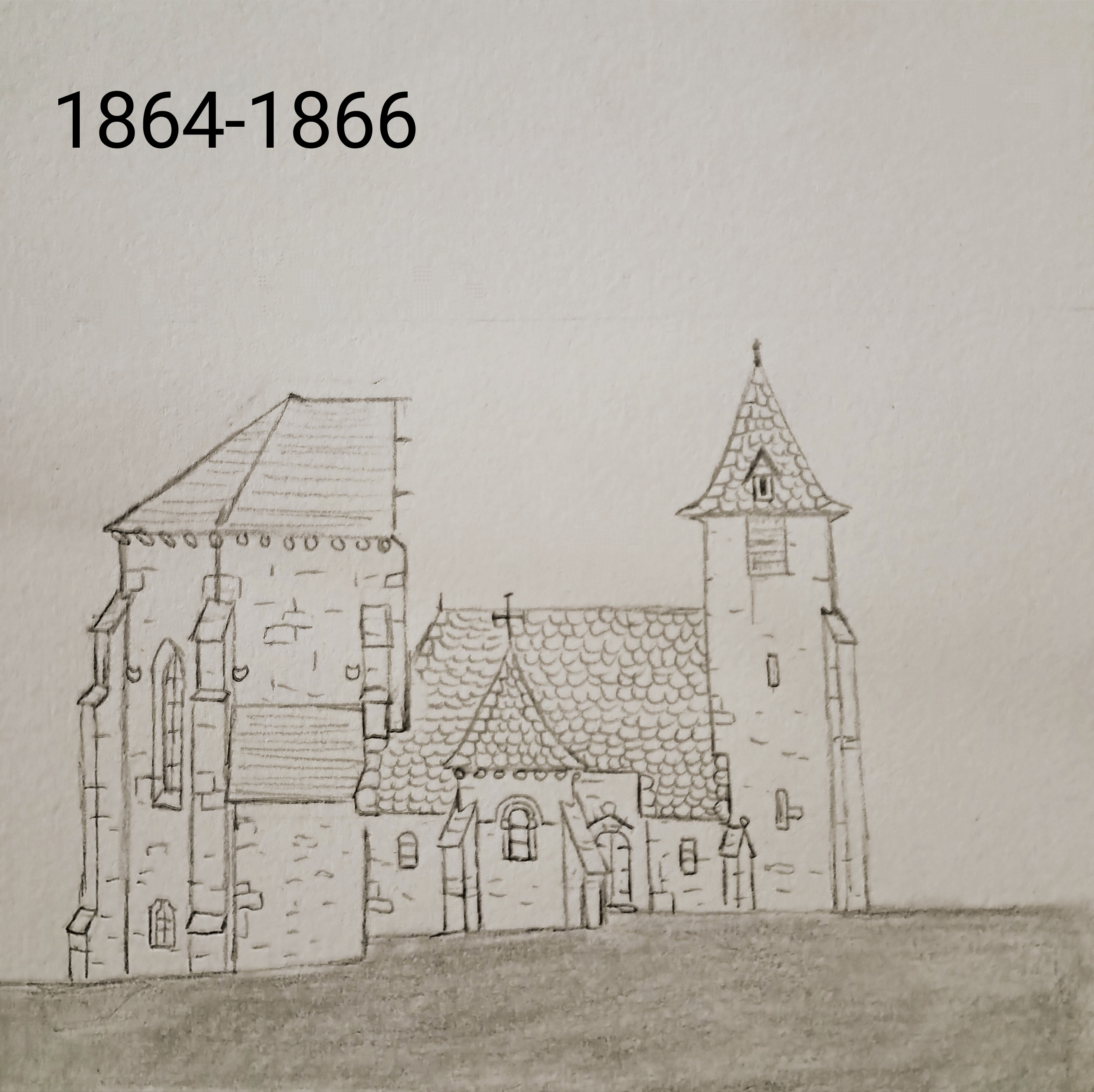
construction du chœur
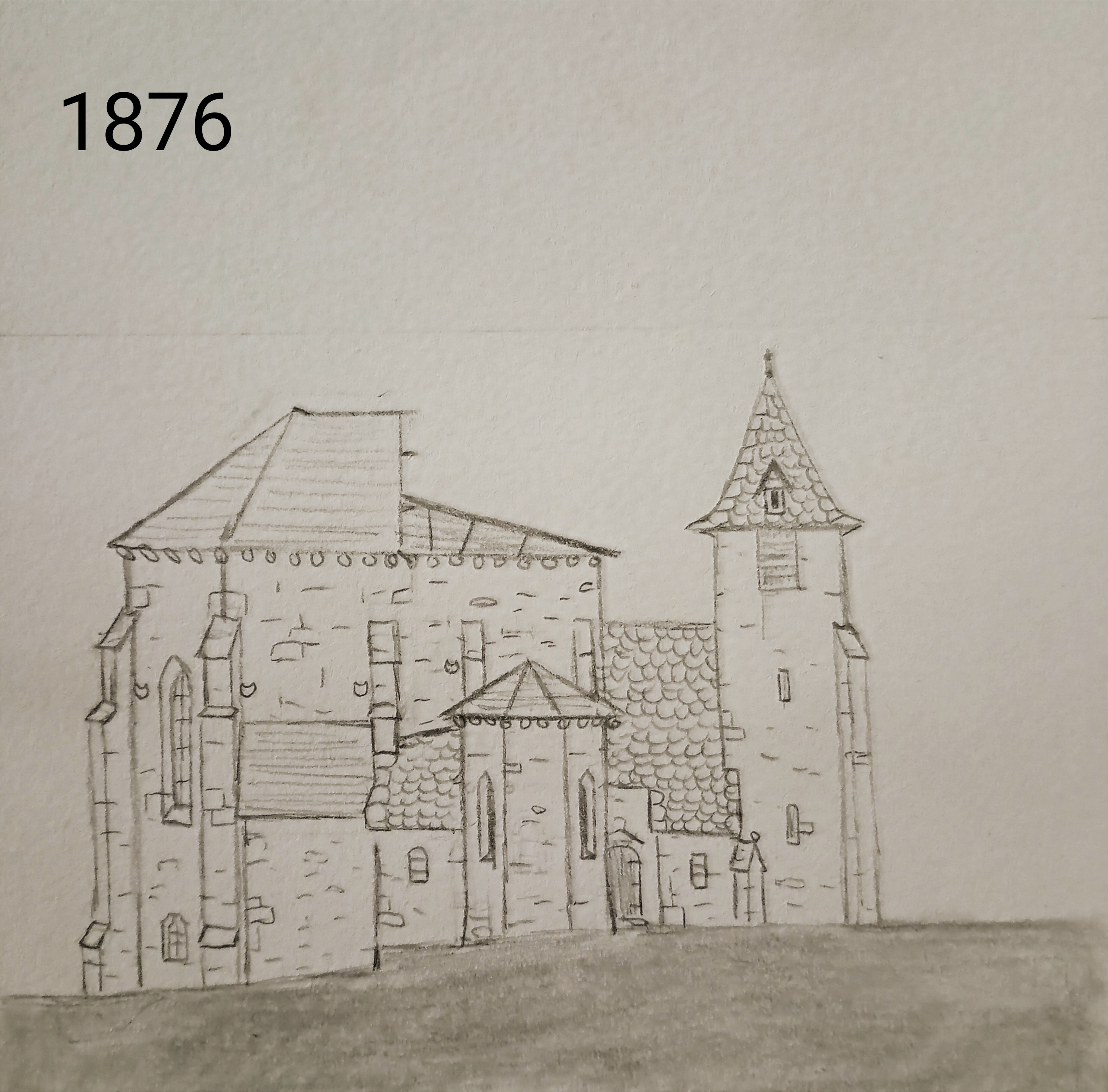
construction des chapelles
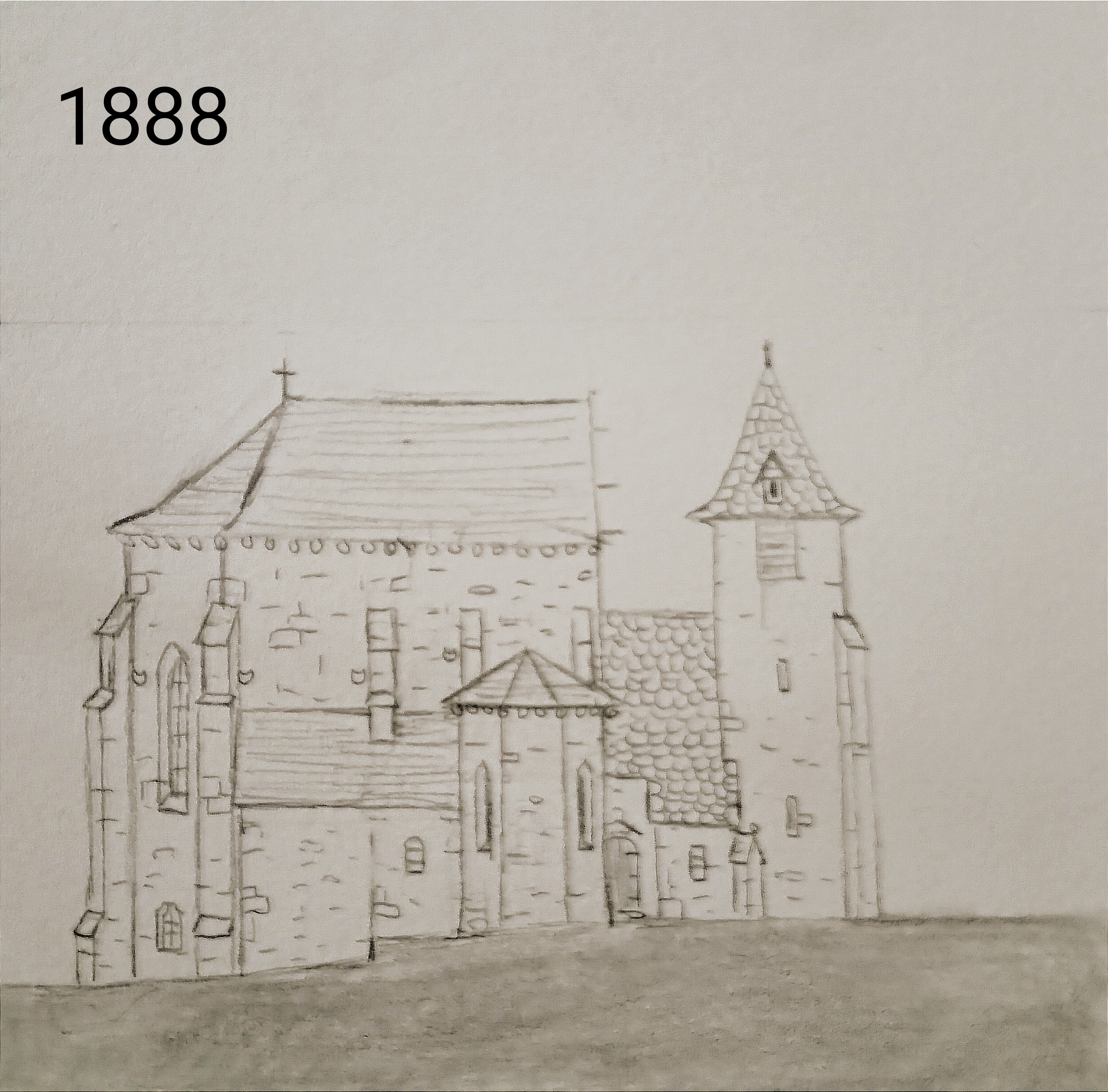
réfection des toits
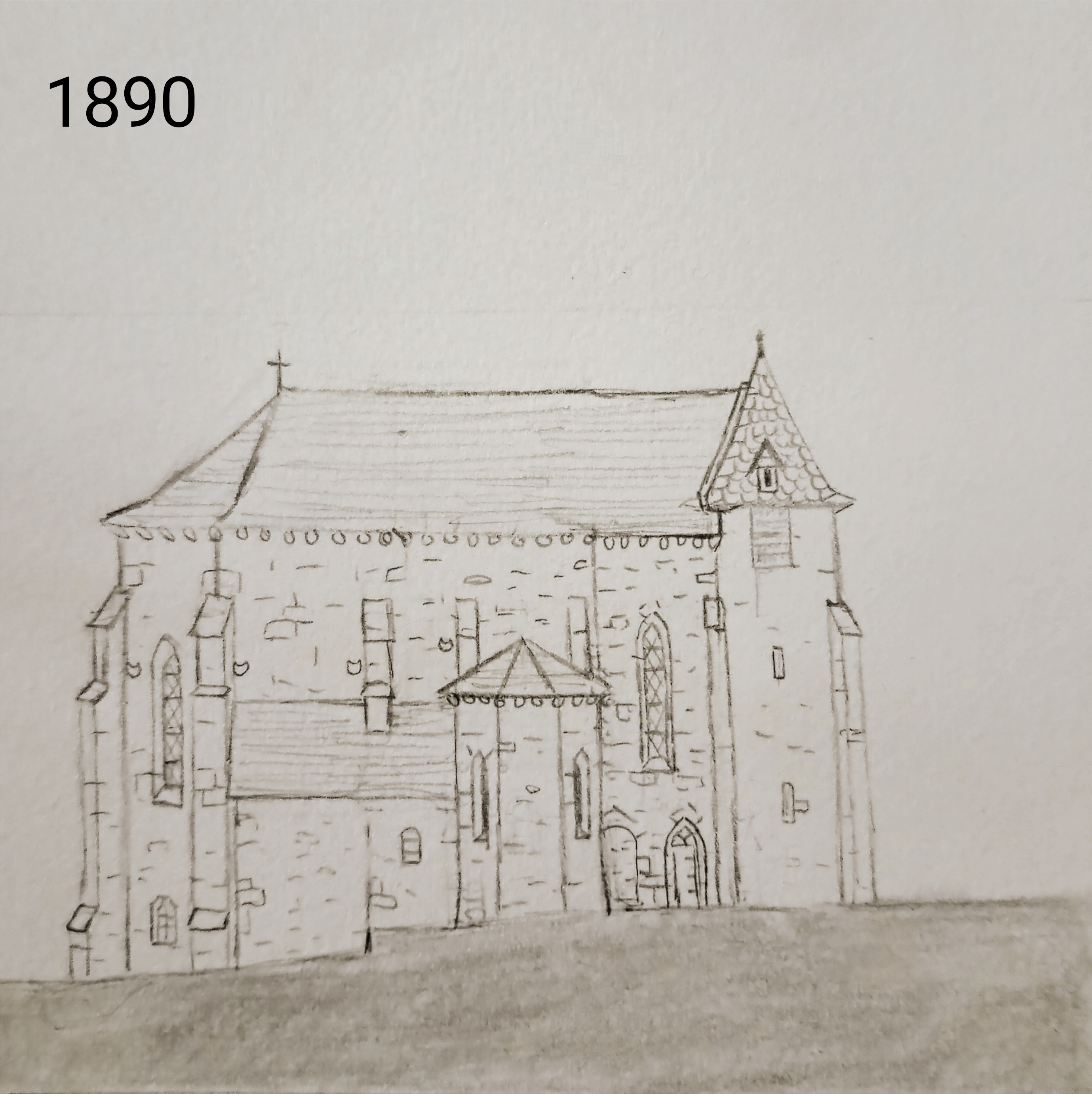
construction de la nef
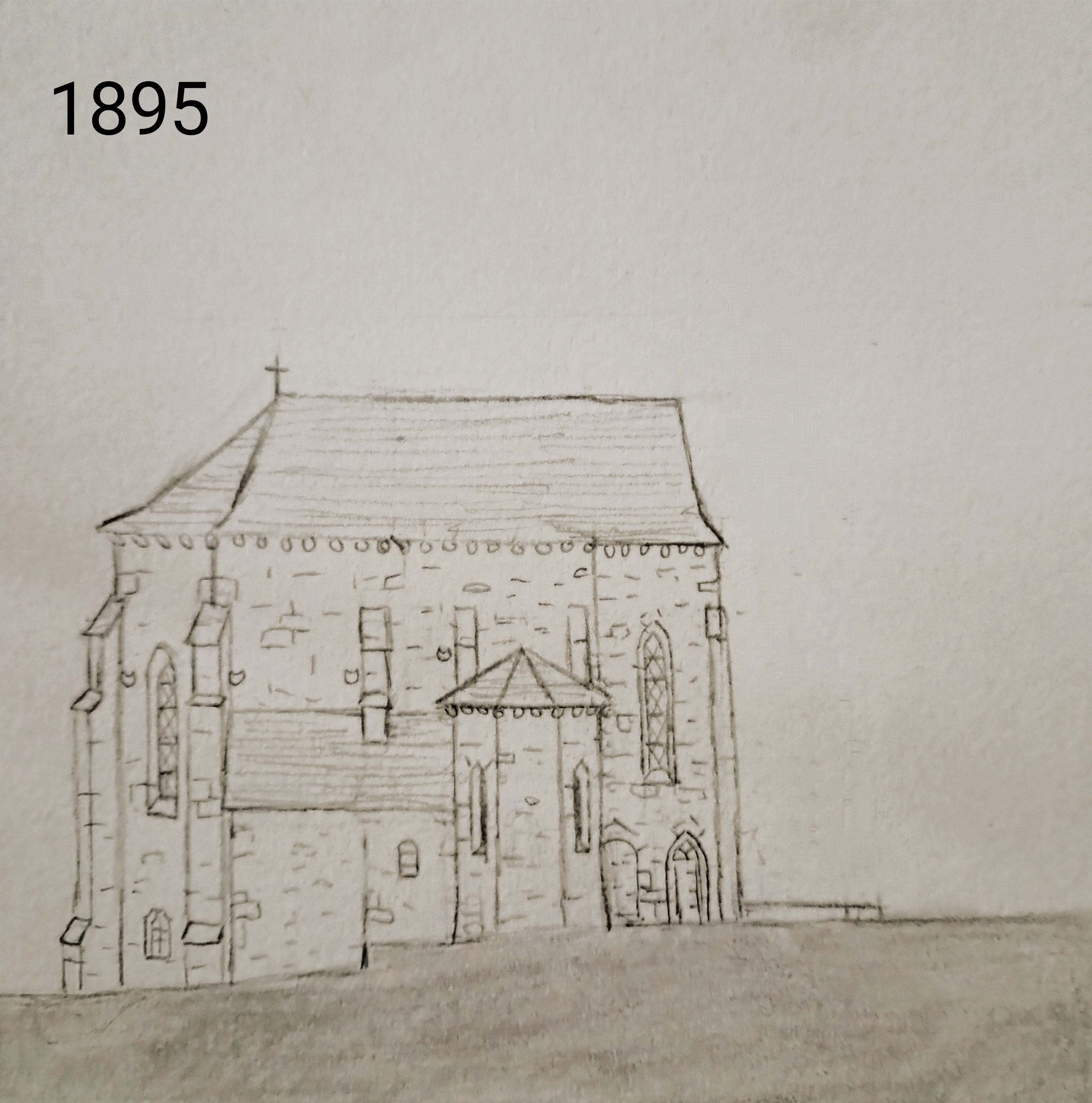
destruction de l'ancien clocher
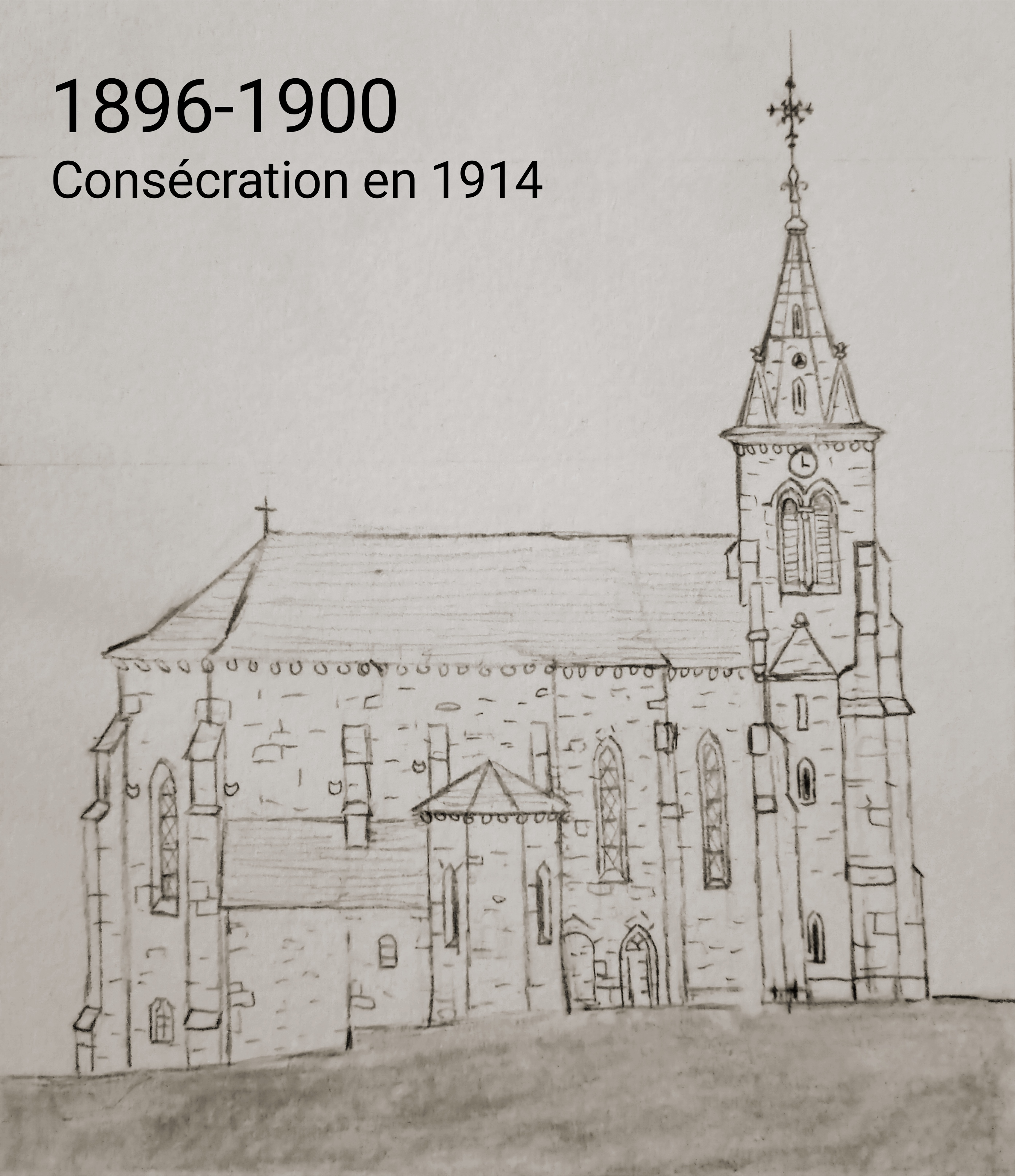
construction de la dernière travée de nef et du clocher

### Témoignage des travaux...
- Monsieur Piales-d'Astrez, maire de Sousceyrac a écrit dans ses mémoires :

 Dans les premiers jours du moi d'avril 1864 ont commencé les travaux d'agrandissement de l'Église paroissiale qui doivent comprendre le Chœur de l'Église de Sousceyrac. Ce n'est pas sans difficulté que nous sommes venus à bout d'établir les fondations. Il a fallu pour cela creuser à quatre mètres dans l'ancien fossé de la ville, pour arriver au terrain solide. Cette première difficulté surmontée, les travaux ont bien marché, exécutés par des maçons venus de la Corrèze, sous la direction d'un maitre tailleur de pierre ou appareilleur intelligent nommé Teillet. Il a compris et fait exécuter les plans dessinés par Monsieur l'abbé Chevalt habile architecte demeurant a Rocamadour. Nous avons été obligés à cause des difficultés des fondations de faire exécuter les travaux à la journées, ce qui nous a couté cher, le prix de la journée de la plupart des tailleurs de pierre, du moins des plus habiles, était de 3 francs par jour. Nous avons été obligés d'acheter cinq petits jardins appelés les balats pour la construction du sanctuaire de l'Église. Il est vrai que Monsieur le Chanoine de Laroussilhe avait acheté deux de ces jardins pour cette construction. Les paroissiens se sont rendus avec grand empressement à l'appel de Monsieur le Curé pour transporter les matériaux nécessaires à cette construction. La pierre de taille est de bonne qualité mais difficile à extraire dans la côte de Laroussilhe. Les arbres pour la toiture et la travée du chœur ont été donnés aussi par les habitants. Le 24 Octobre 1864, le chœur de l'Église qui avait été commencé au printemps de la même année a été terminé, c'est a dire que les murs et la toiture couverte d'ardoises étaient finis, mais non la voute. les travaux ont été suspendus jusqu'au printemps a cause du mauvais temps et aussi parce que les jours était trop courts. L'ouvrage exécuté jusqu'à ce jour a été paye grâce aux souscriptions volontaires et aux dons de quelques personnes e la paroisse. Mlle Félicité LAROUSSILHE et Mlle Louise ont fortement contribué à cette réparation ainsi que Mr.de LAROUSSILHE qui a adressé 1000 Francs at a permis d'extraire toute la pierre nécessaire dans sa propriété de Laroussilhe. En construisant le nouveau sanctuaire nous avons aussi agrandi la Sacristie. Cette réparation généralement très désirée a trouvé cependant quelques opposants. Le Maire et le Curé ont bien eu des difficultés pour venir a bout de leur entreprise. Les personnes opposés trouvaient que le plan était grandiose et que cette construction ruinerait la paroisse et que l'on donnait une journée trop forte aux ouvriers. Nous avons commandé trois vitraux pour le chœur à Mr. H. LAGAYE pour le prix de 600 francs. Un des vitraux représentera Saint-Martin, patron de la paroisse.
Le 1er Mars 1865, nous avons repris les maçons afin de pouvoir continuer cette réparation de l'Église. Nous nous proposons d'élever les murs de l'ancien édifice à la hauteur du nouveau sanctuaire construit en 1864. Huit tailleurs de pierre conduit par l'appareilleur Tillet de la Corrèze. Un emprunt de de HUIT MILLE FRANCS remboursable en vingt ans à été demandé au CREDIT FONCIER de FRANCE soit 640 francs par ans d'annuité. On compte obtenir un secours important de l'Etat. Le 12 mai on pose les premières pierres de la chapelle Notre-Dame. Le 4 juin 1865 ont été placés les trois vitraux du chœur. C'est Mr. Hypolite de Lagaye, peintre sur verre, domicilié a Clermont-Ferrand qui les a faits et placés lui-même. En creusant les fondations de la chapelle de l'est et sur l'emplacement de l'ancien cimetière, il a été trouvé trois pièces de monnaie en cuivre qui doivent être anciennes. Sur l'une des pièces, on y lit tournois, on y remarque une fleur de lys et une Croix de Malte. Dans les murs de l'ancienne Église que nous avons été obligés de démolir, nous avons trouvé des pierres taillées ayant appartenues a des piliers de colonnes. Un chapiteau intact bien taillé ayant les caractères de l'architecture du XIIe siècle se fait remarquer parmi ces pierres. On en fait un bénitier près de la porte d'entrée de l'Église. Tout montre qu'il a existé anciennement et sur l'emplacement actuel de la nouvelle Église, une Église voutée et régulièrement construite. Elle a du être en partie démolie à l'époque des guerres de religion qui furent terribles dans notre pays. La toiture et la voute durent  disparaitre alors. Plus tard on s'est borné a poser une charpente grossière sur les anciens murs. Le malheur du temps n'ayant pas permis de réédifier les voûtes, les habitants du pays avaient cruellement souffert et se trouvaient ruinés par suite de ces guerres désastreuses. Si l'ancien bâtiment n'avait pas du supporter des voutes, on aurait pas bâti avec tant de précautions des murs d'un mètre d'épaisseur flanqués de solides contreforts. Il semble que l'Église était placée autrefois dans le sens opposé à celle que nous bâtissons. Une porte placée a l'Ouest l'indique suffisamment. En démolissant la Chapelle du Saint Sacrement placée du côté du cimetière, qui avait été bâti par nos ancêtre et que l'on désigne encore sous le nom de CHAPELLE de la BESSONIE, nous avons trouvé une grande quantité d'ossement humains. Nos ancêtres avaient été enterres sous les dalles de la Chapelle même, comme cela était l'usage avant le Révolution. Je possède dans les archives de la maison, l'acte de concession souscrit par l'abbé de Maurs, dont les droits s'étendaient jusque sur la paroisse de Sousceyrac. Dans cet acte, il autorise mes ancêtres (1640) a bâtir une Chapelle a leurs frais et dépens, a la condition qu'ils pourvoiraient a l'entretien nécessaire. Ils en auraient la jouissance exclusive. Une balustrade qui la fermait la separait de la Nef. Mon bisaïeul y a été enterré.
Le 10 Décembre 1865, on a pu célébrer la messe et tous les offices du dimanche dans l'Église.
La toiture est terminée ainsi que tous les murs. La voûte reste a faire ainsi que la finition des ouvertures.
 Monsieur le curé Ladoux a fait dont à l'Église de sa table de communion qui sépare le Chœur du reste de l'Église. Le Ministère des cultes donne une subvention de 2.500 FRANCS
Mlle Louise de la Roussilhe a payé l'autel en marbre blanc placé dans le chœur dont le cout est de 200 francs. L'autel a été sculpté par Mr. Calmon de Cahors et pèse 40 quintaux. On a fait construire sous le chœur, dans la chapelle souterraine, un massif de maçonnerie pour supporter le poids.
 Le 29 septembre a été placé dans l'Église un chemin de croix, dons des paroissiens de 1000 francs. L'ostensoir en vermeil qui a été offert à la paroisse par Mme Félicité de Larousilhe, est des plus beau du diocèse de Cahors.
La voûte a été construite  en 1866.
Le 8 mars 1867, le Curé de Sousceyrac a reçu de la Grande Aumônerie de France, six chandeliers et une Croix dorée pour décorer  le Maitre-Autel. Les paroissiens ont offert le 9 Octobre 1868 deux statues en plâtre de deux mètres de hauteur : Saint-Joseph et Sainte-Anne. Une statue de Sainte Germaine a été placée dans la Chapelle du Sacré-Cœur.
 En Juin 1869, deux anges adorateurs en terre cuite, placés de chaque côté de l'autel ont été offerts par Louise de Laroussilhe.
En février 1875, le terrain de l'ancien cimetière attenant à l'Église a été nettoyé par des prestations volontaires des habitants du bourg. Les ossements recueillis ont été transportés au nouveau cimetière. On a placé des arbres sur cette petite place et conservé les petits murs la bordant.
 En avril et mai 1893, il a été effectué le crépissage de la voute et le blanchissement du chœur et de la nef. Les vitraux aux fenêtres du fond de l'Église ont été placés:
- Un vitrail offert par la famille Bessonie d'Alzac.
- Un vitrail offert par la famille de la Roussilhe.
- Un vitrail offert par la famille Piales-d'Astrez.

Des dons supplémentaires des paroissiens ont permis de placer deux lustres dans le chœur et deux lustres dans la nef.
Ici s'arrête cette partie des mémoires du Maire de l'époque, Piales-d'Astrez, qui ne verra pas la fin de la construction de cette grande Église de Sousceyrac. La dernière travée de nef et le clocher étant construits entre 1897-1900.

## Description
Cette église néo-gothique, orientée nord-sud, comporte une nef unique voûtée en croisées d'ogives, l'abside est à trois pans coupés. La nef est coupée par un faux transept composé de deux chapelles : la chapelle Notre-Dame-de-Lourdes à l'ouest et la chapelle du Sacré-Cœur à l'est qui se trouve sur l'emplacement de l'abside de l'ancienne église. L'extérieur est assez simple, les contreforts ont un effet de fortifications.
Le clocher, plus tardif, est un peu plus sculpté  surtout autour de la rosace et les contours des ouvertures sont peints avec de la chaux ce qui contraste avec le granite du Ségala Lotois. Les modillons de la toiture de la nef sont simples.
Un toit en ardoise recouvre la nef.
Le clocher couronné d'une flèche domine le village.

Diverses images de l'église
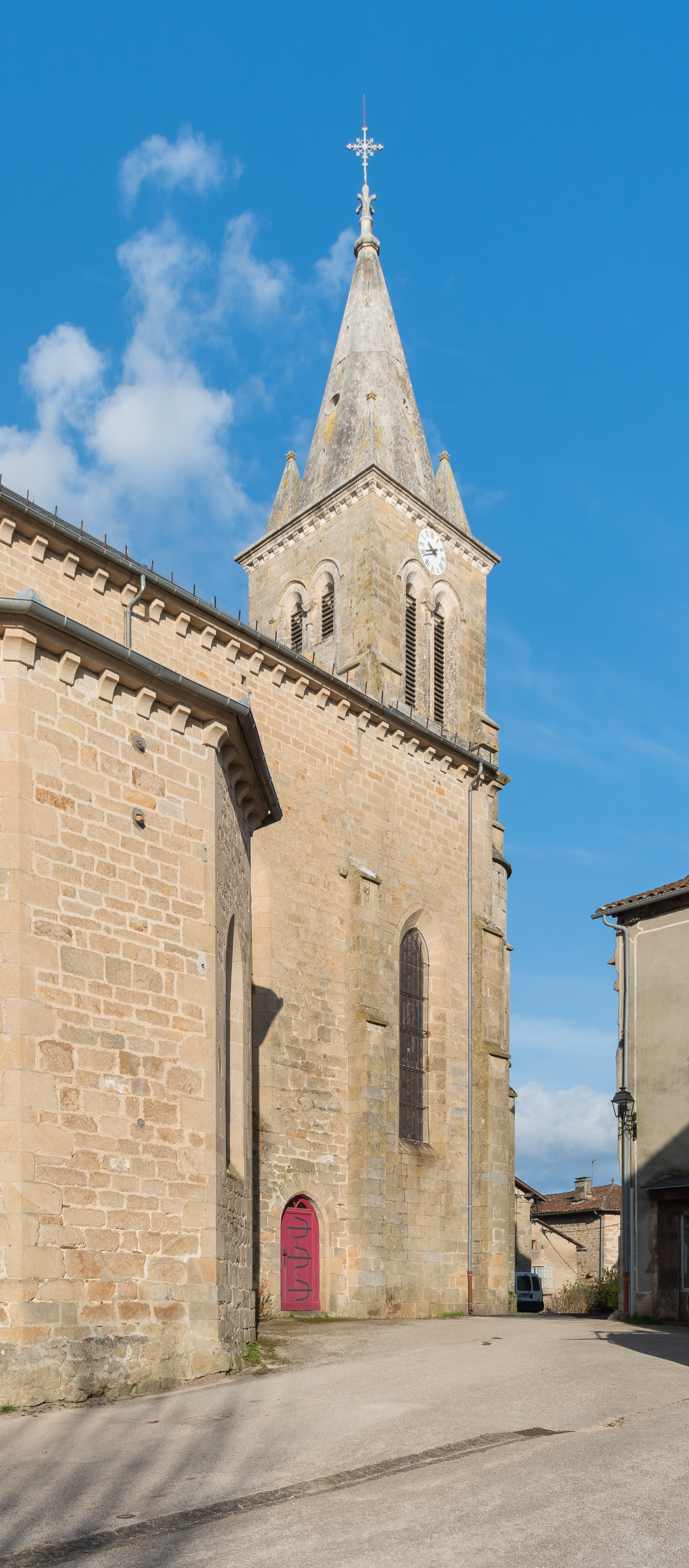
Vue sur l'ancienne entrée du prieuré bénédictin, l'église actuelle l'obstrue en partie.
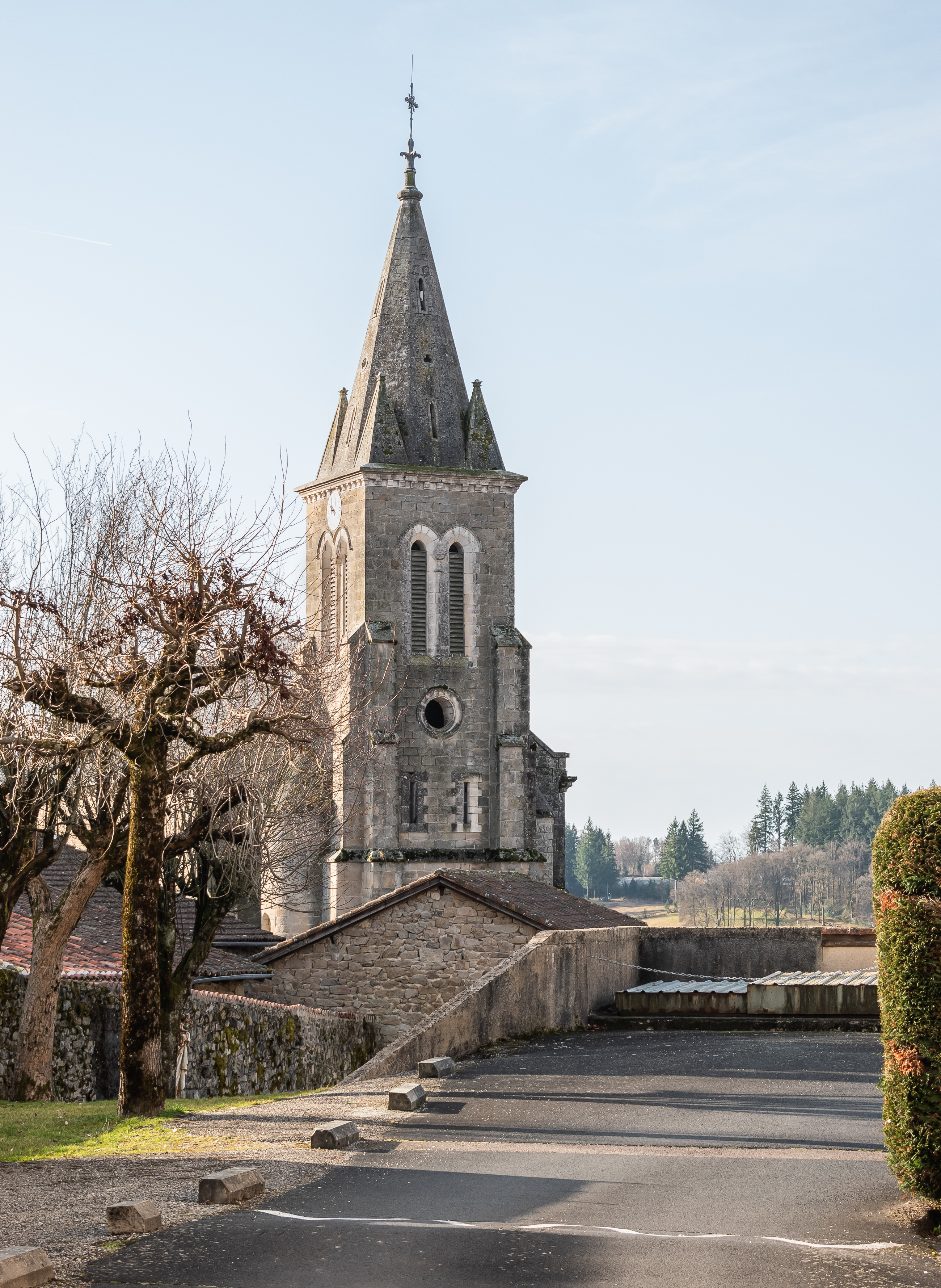
Le clocher depuis l'emplacement du château fort de Sousceyrac.
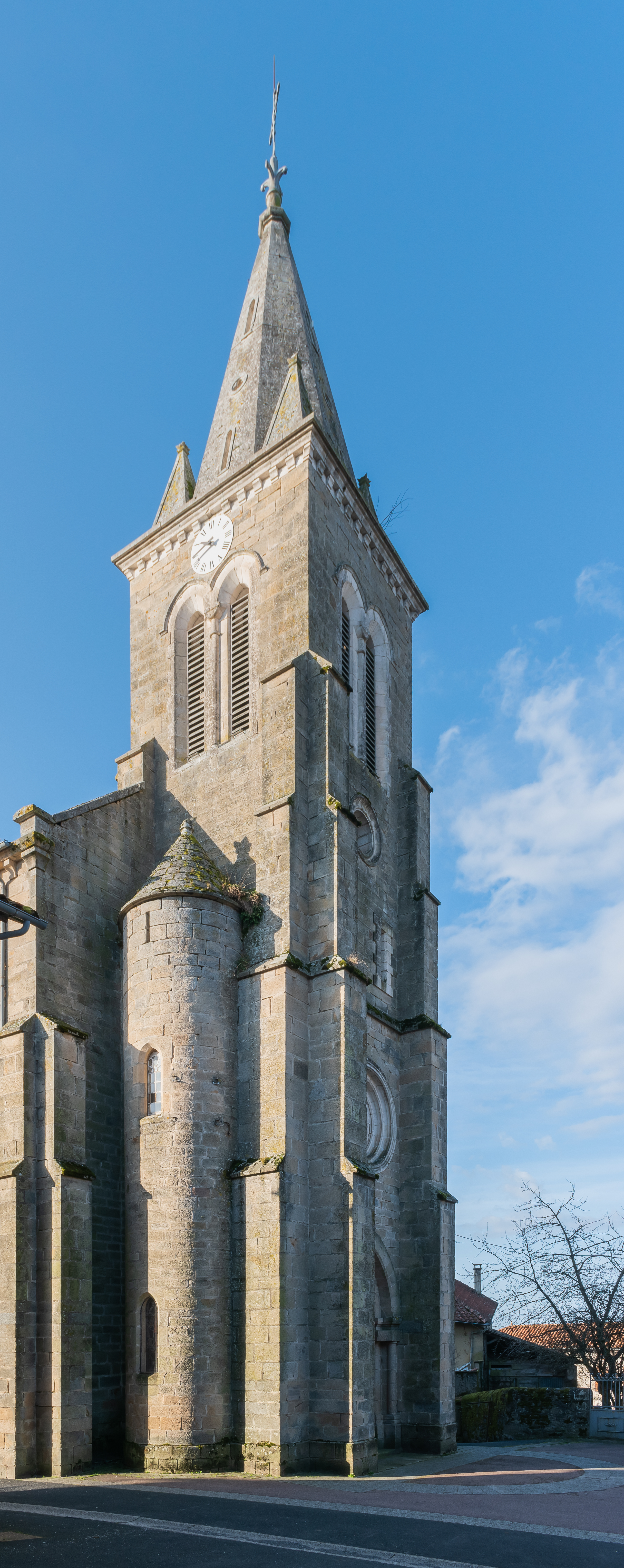
Le clocher de 1897.
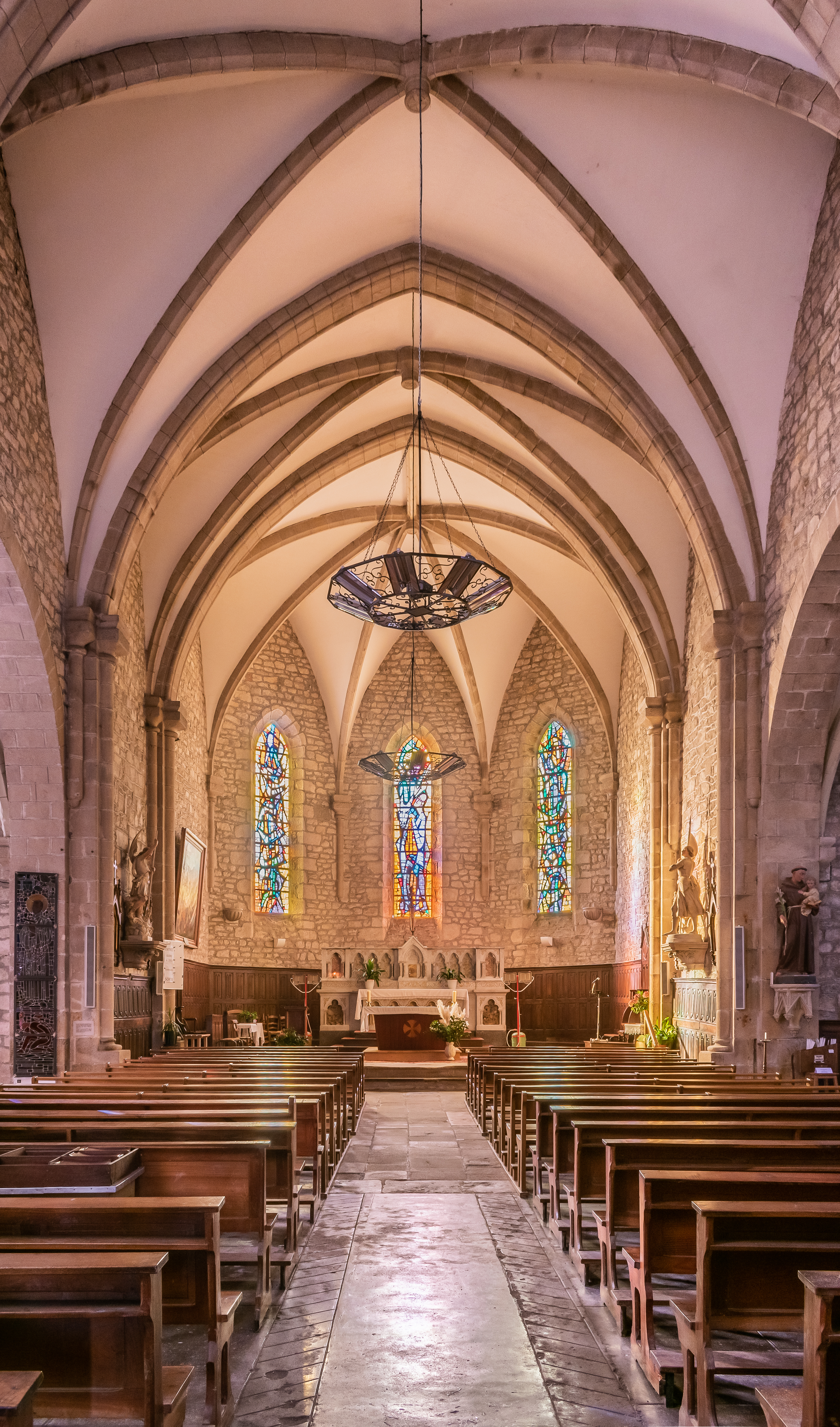
La nef (1).
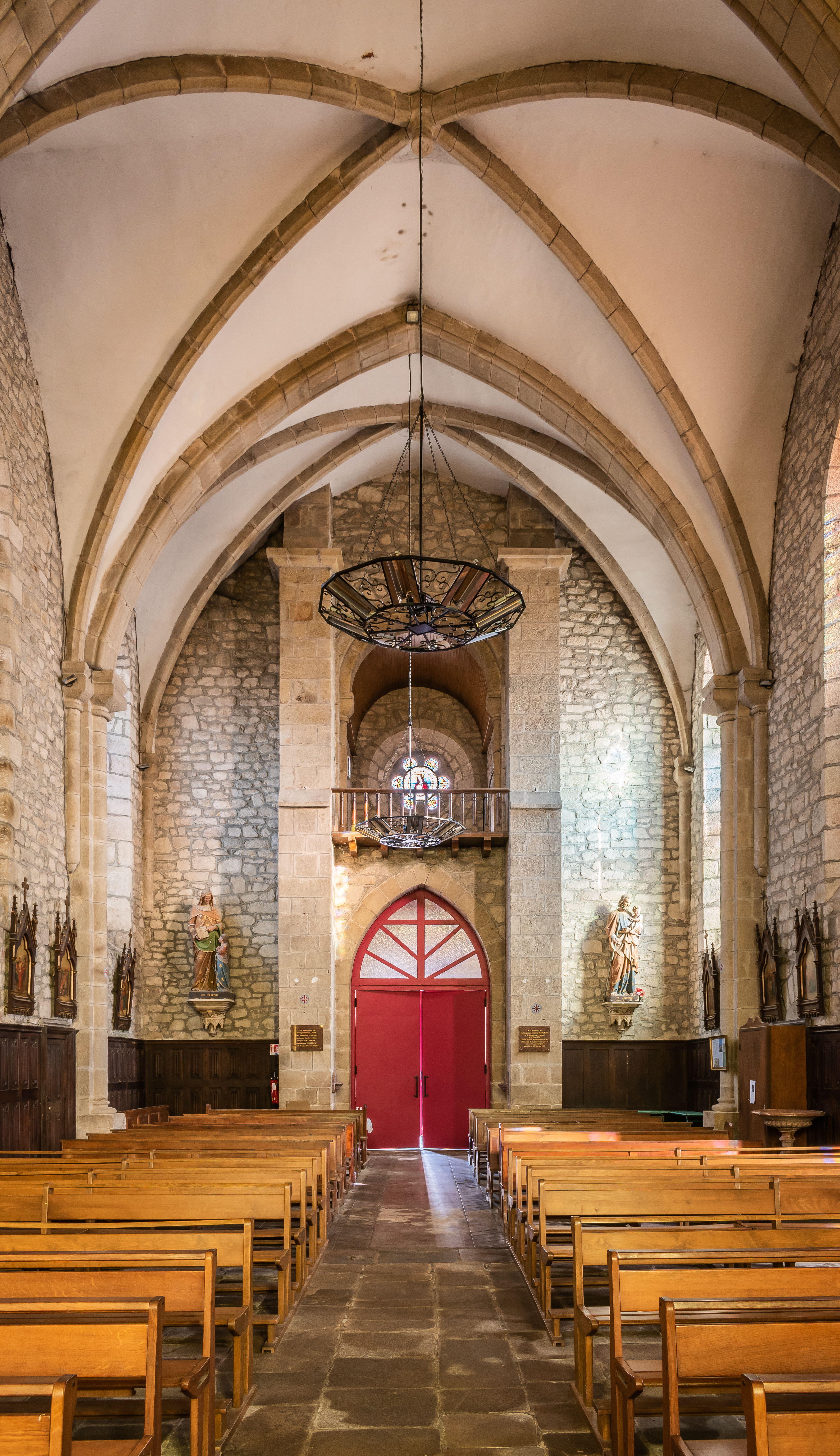
La nef (2).
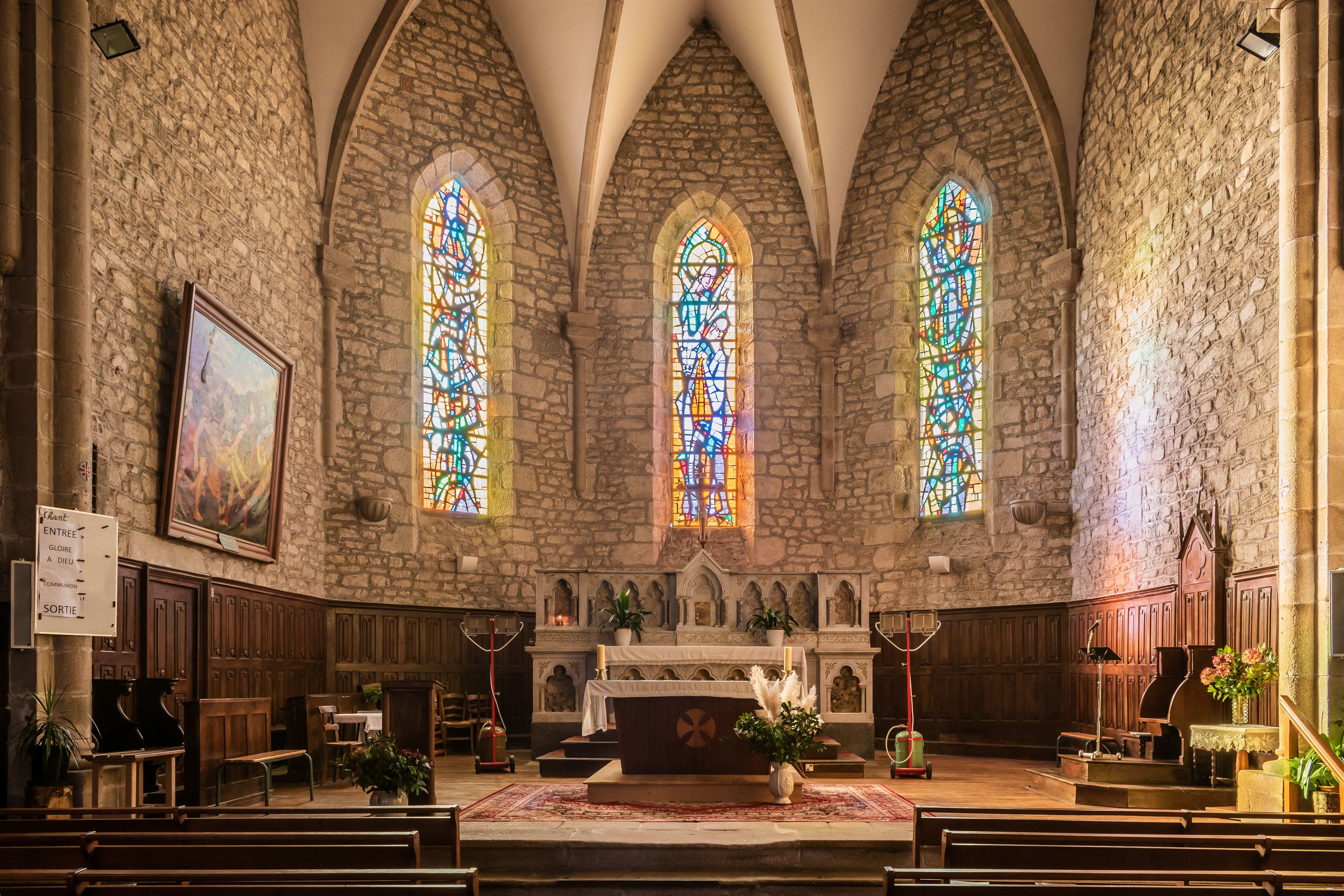
Le chœur avec ses vitraux des années 1960.
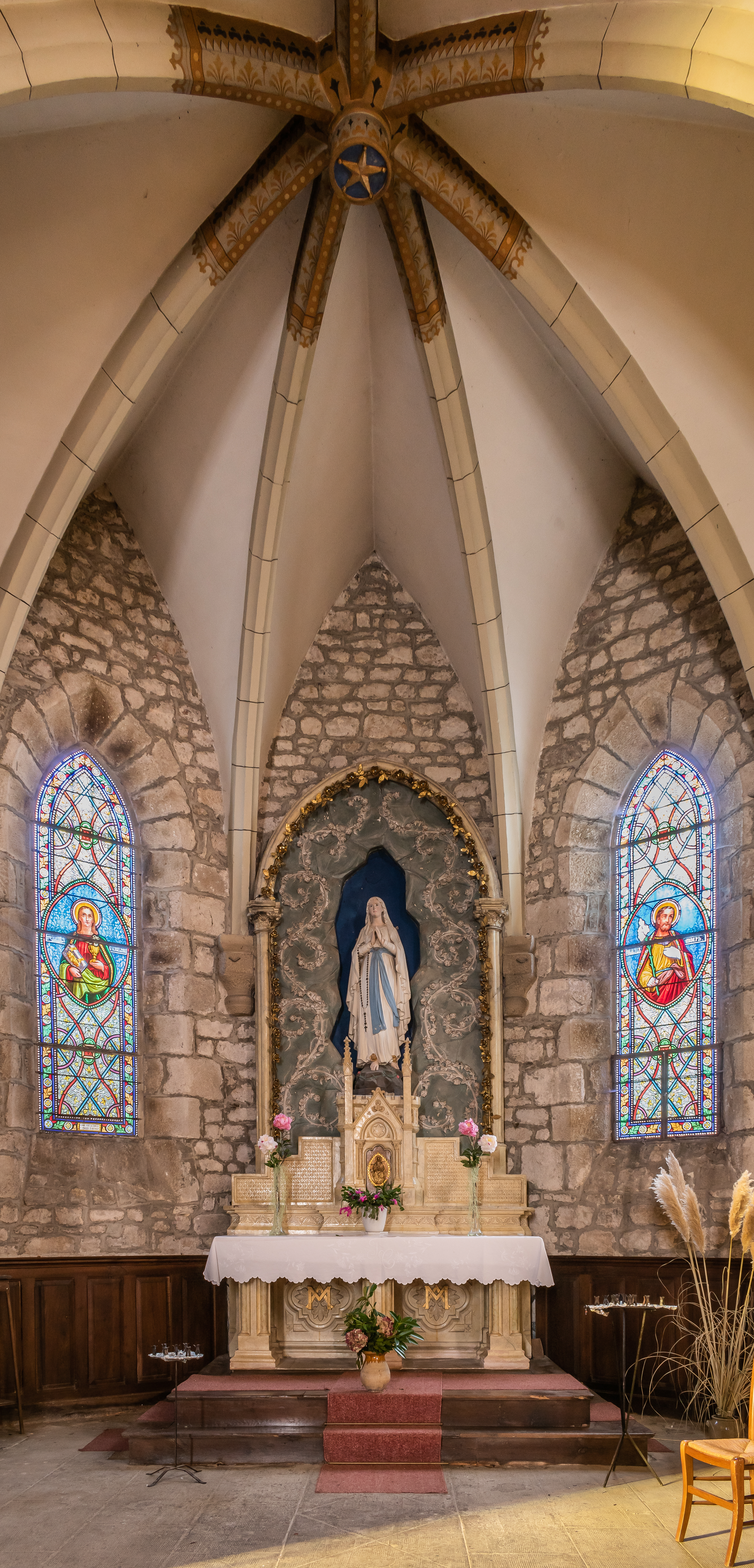
Chapelle Notre-Dame-de-Lourdes.
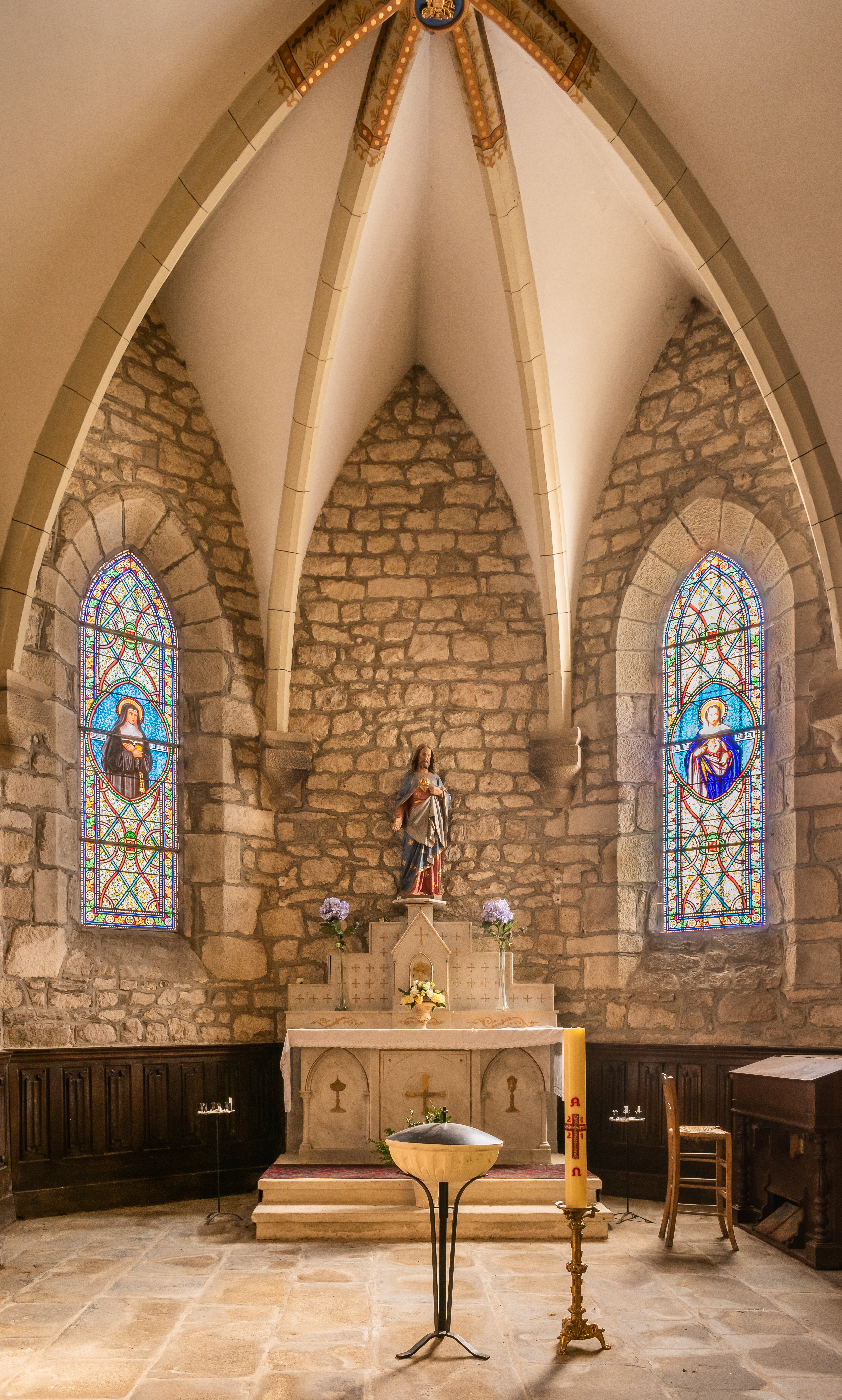
Chapelle du Sacré-Cœur de Jésus.
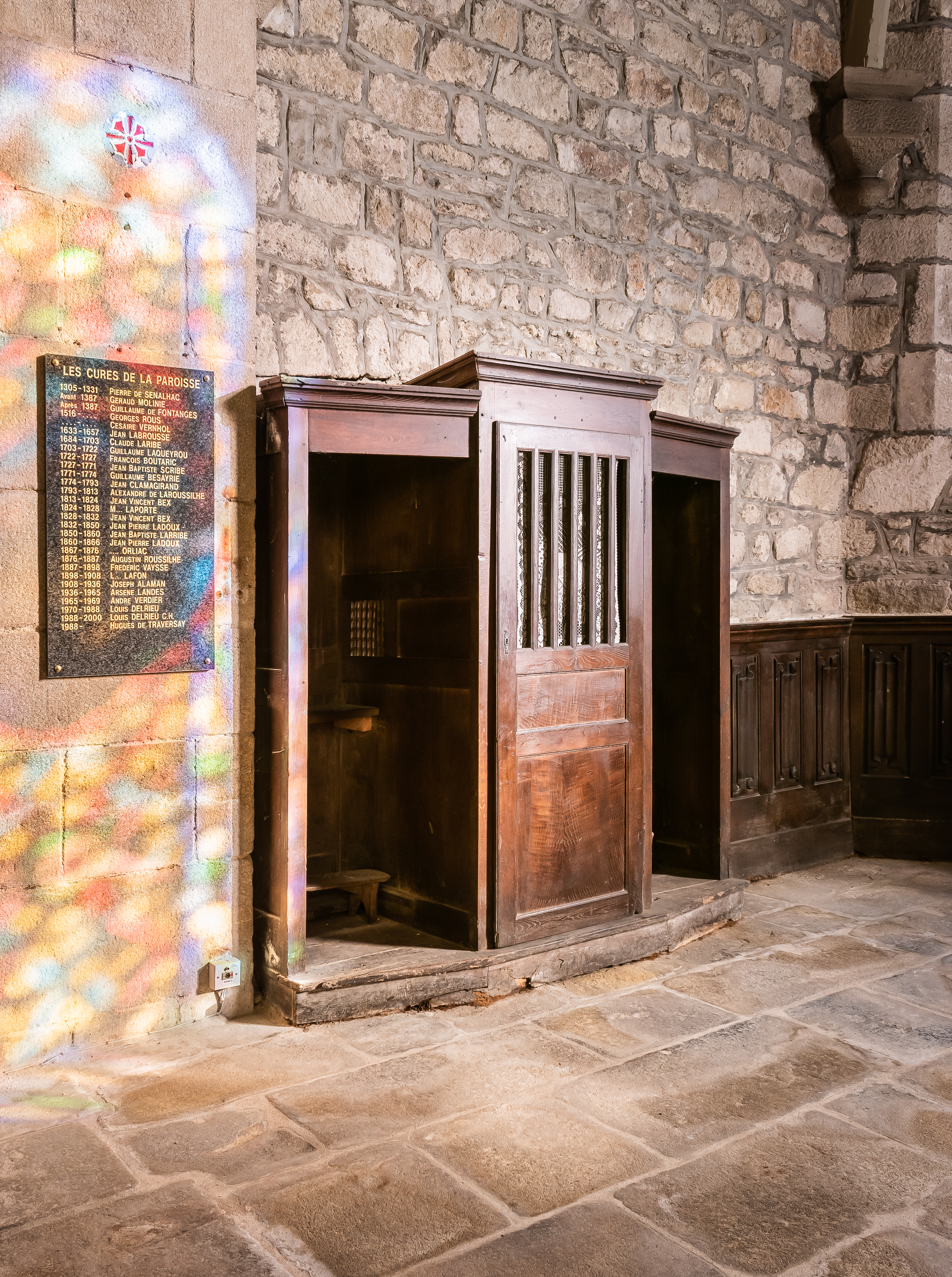
Un des deux confessionnaux simplistes de l'église.
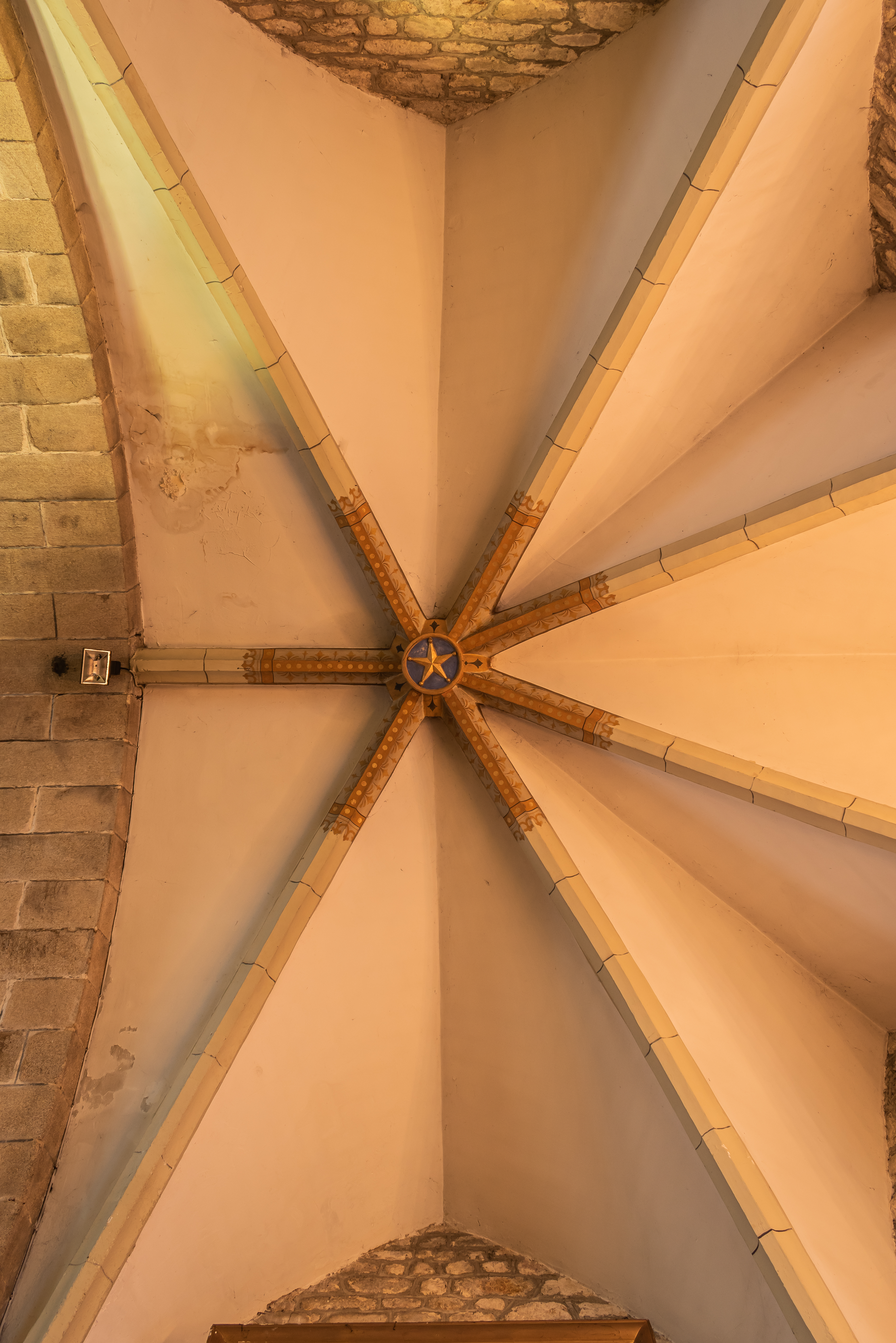
Croisée d'ogives de la chapelle de la Vierge.
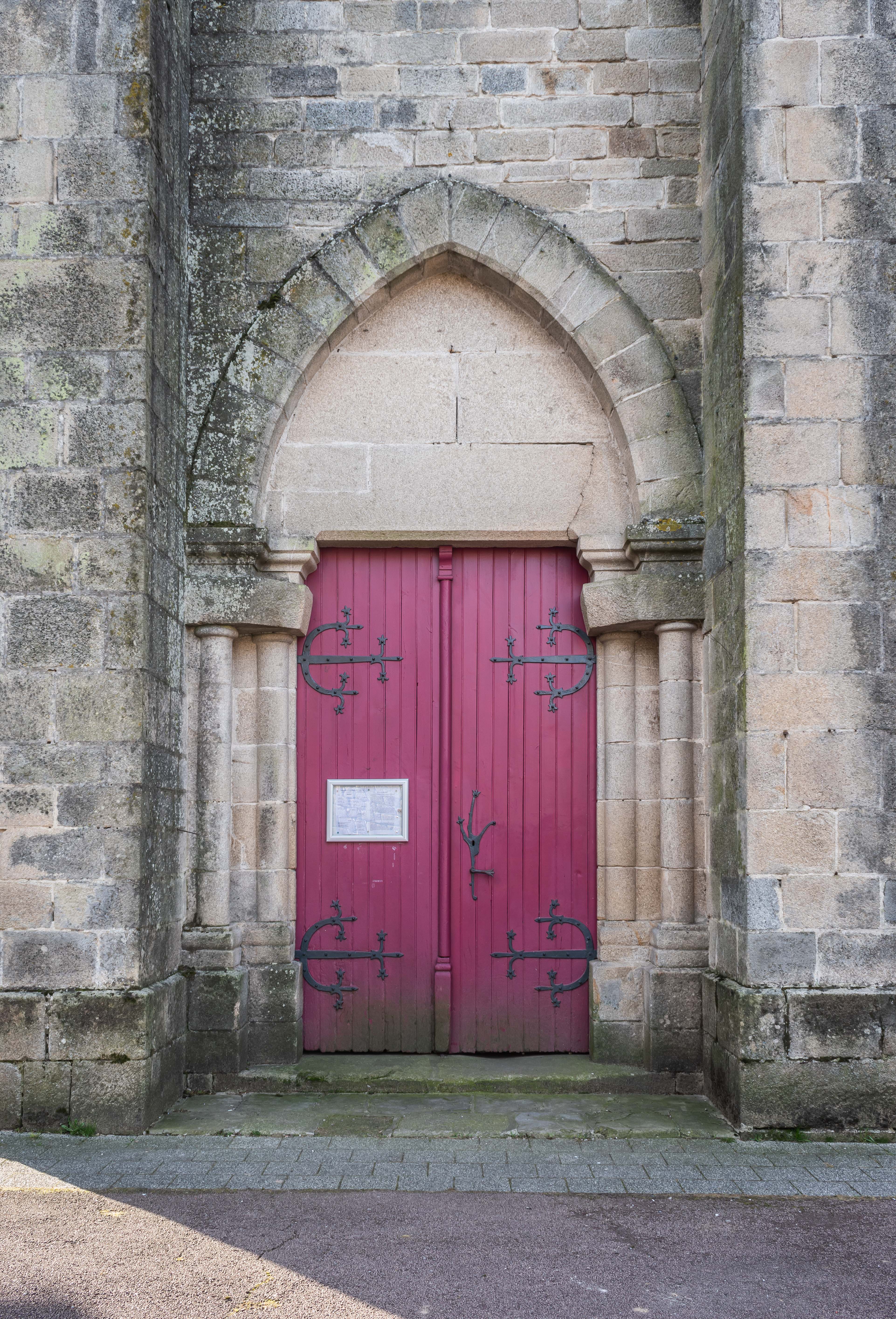
La porte typiquement néo-gothique.
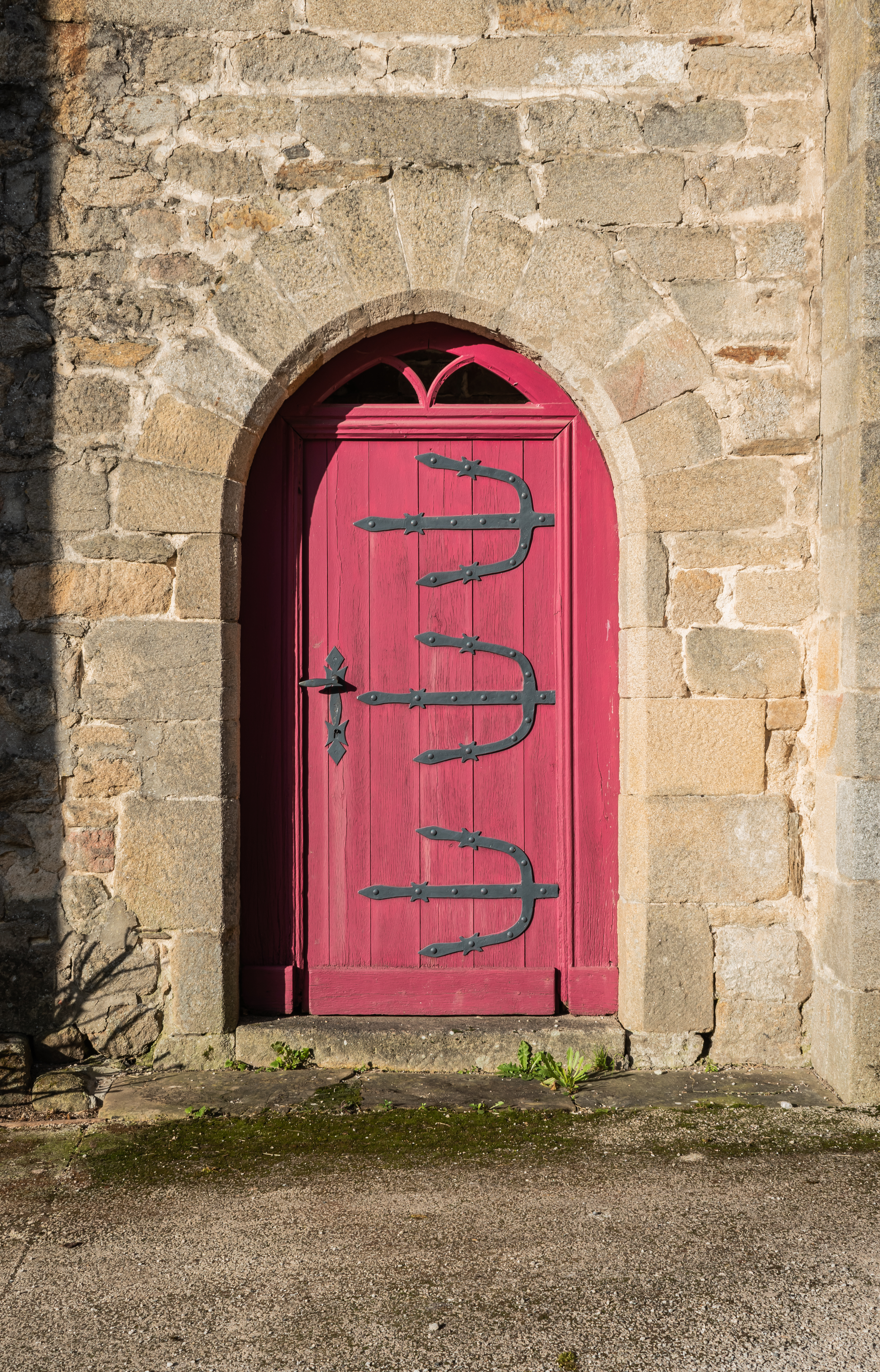
La porte menant au cimetière actuellement place du prieuré.
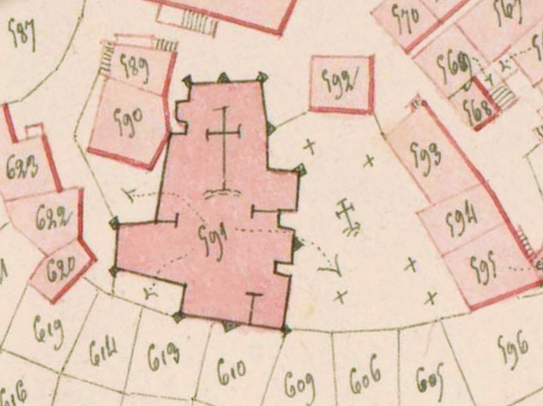
Plan cadastral napoléonien de Sousceyrac : en 1826, l'église se trouve dans l'enclos paroissial qui était autrefois le prieuré. On y trouve encore le cimetière au centre déplacé en dehors du bourg au milieu du XIXe siècle.

Quelques vitraux de l'église
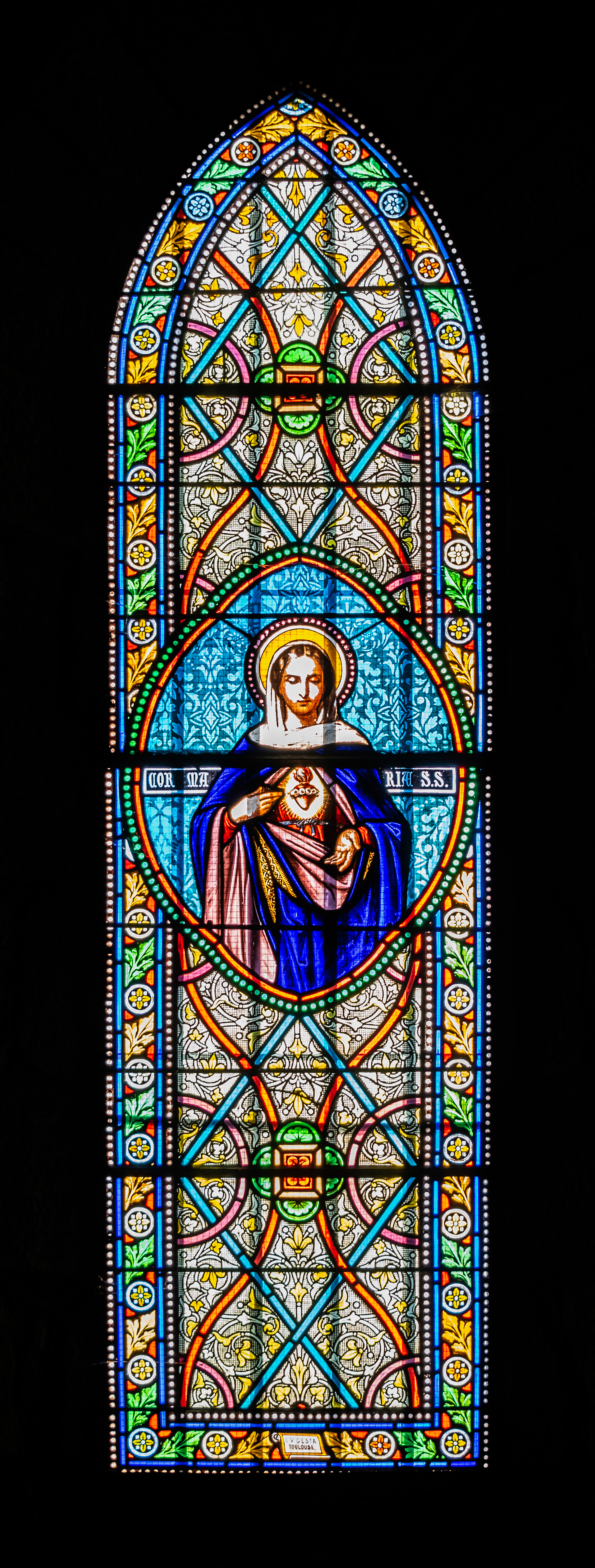
Vitrail représentant le Sacré-Cœur de Marie.
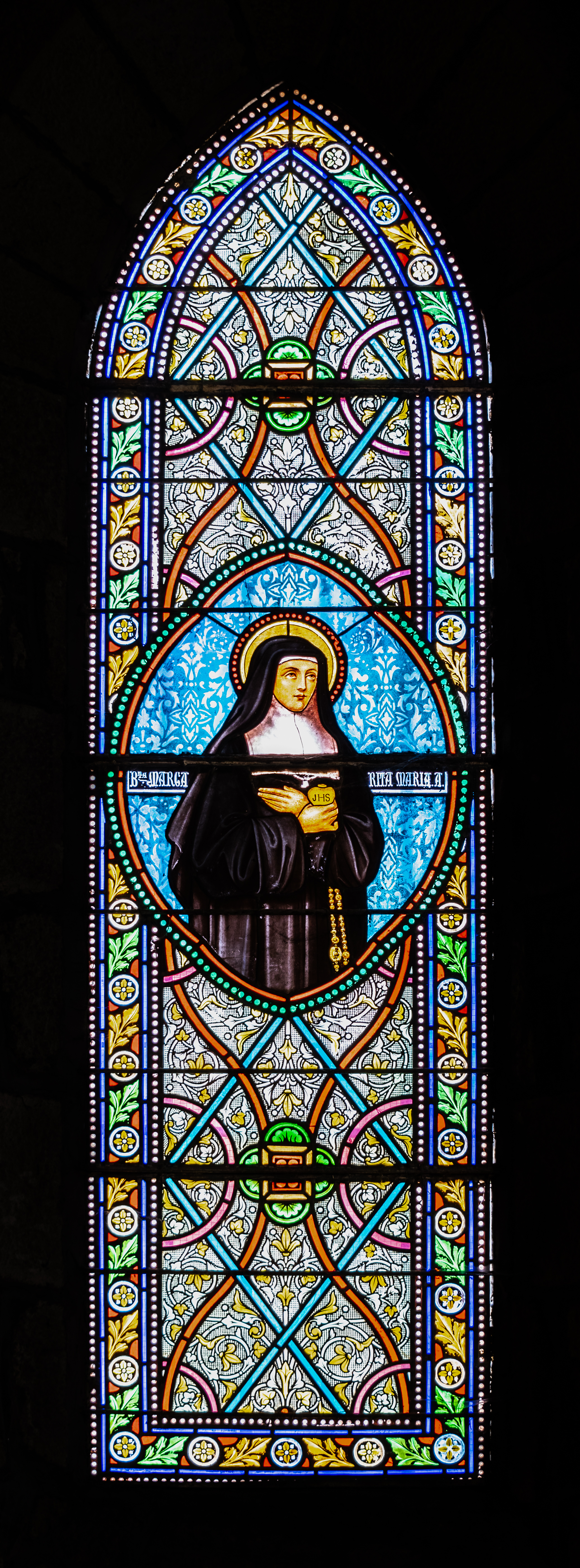
Vitrail représentant sainte Marguerite-Marie-Alacoque.
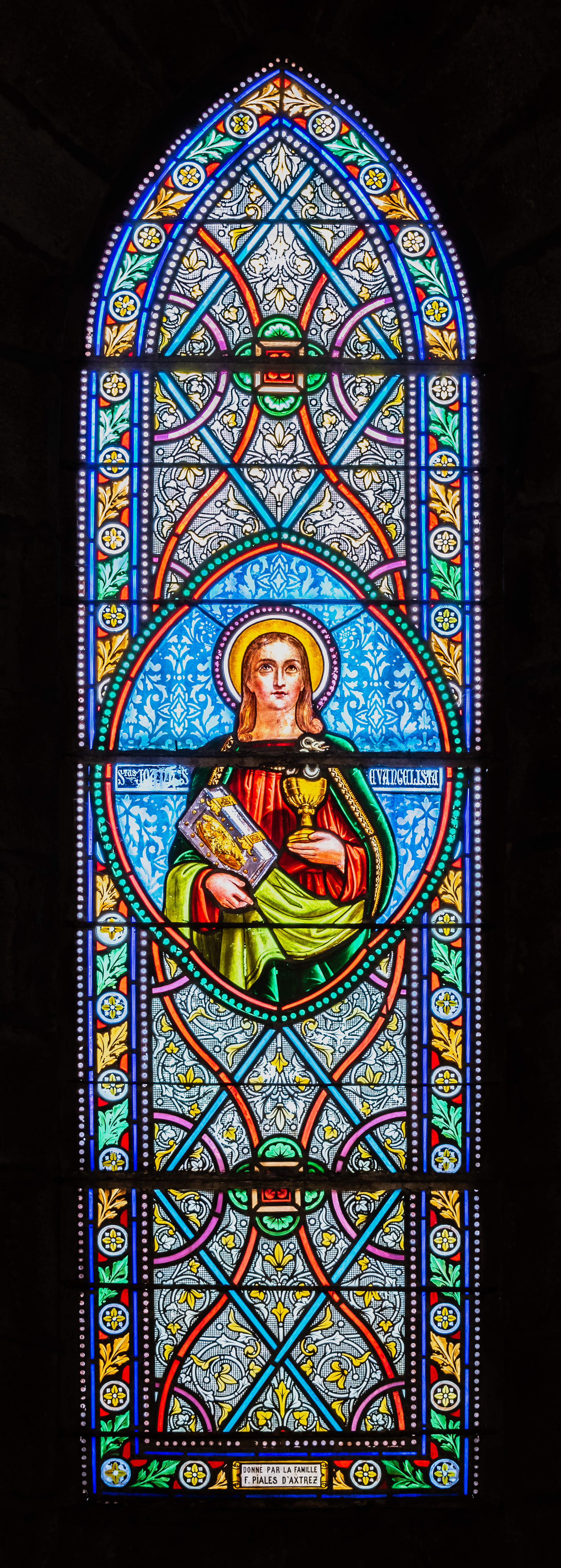
Vitrail représentant saint Jean-l'Évangéliste.
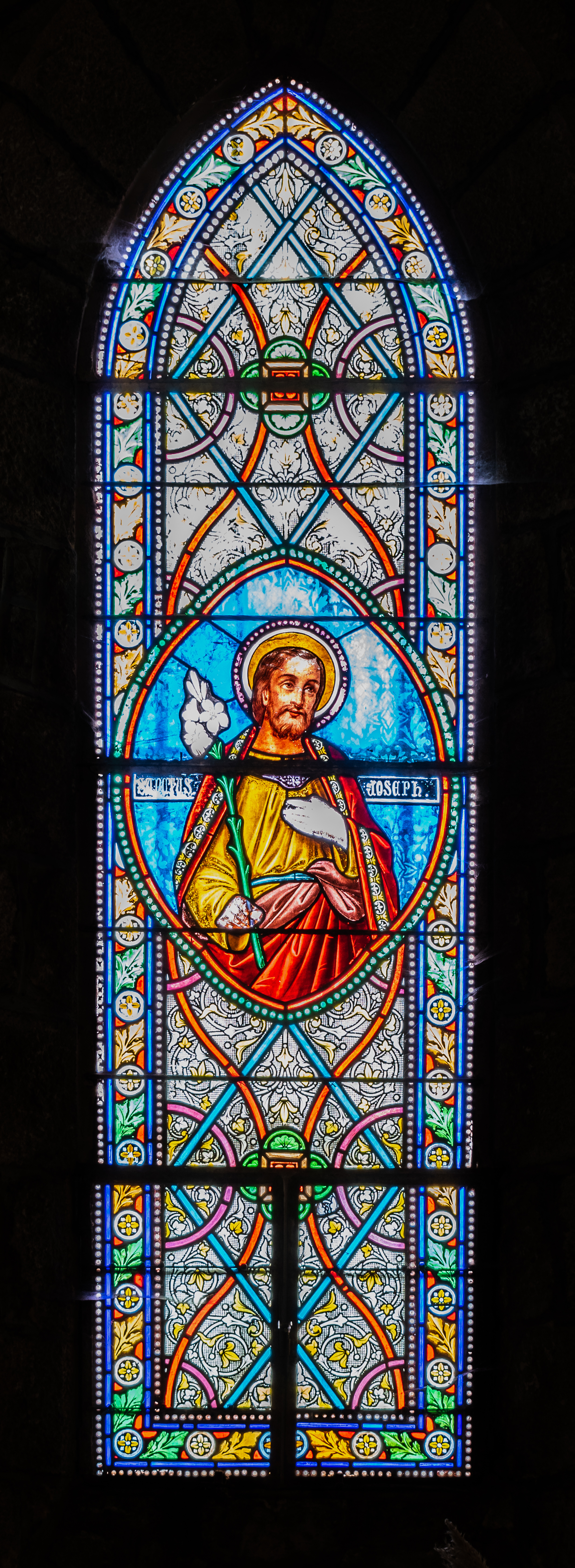
Vitrail représentant saint Joseph.
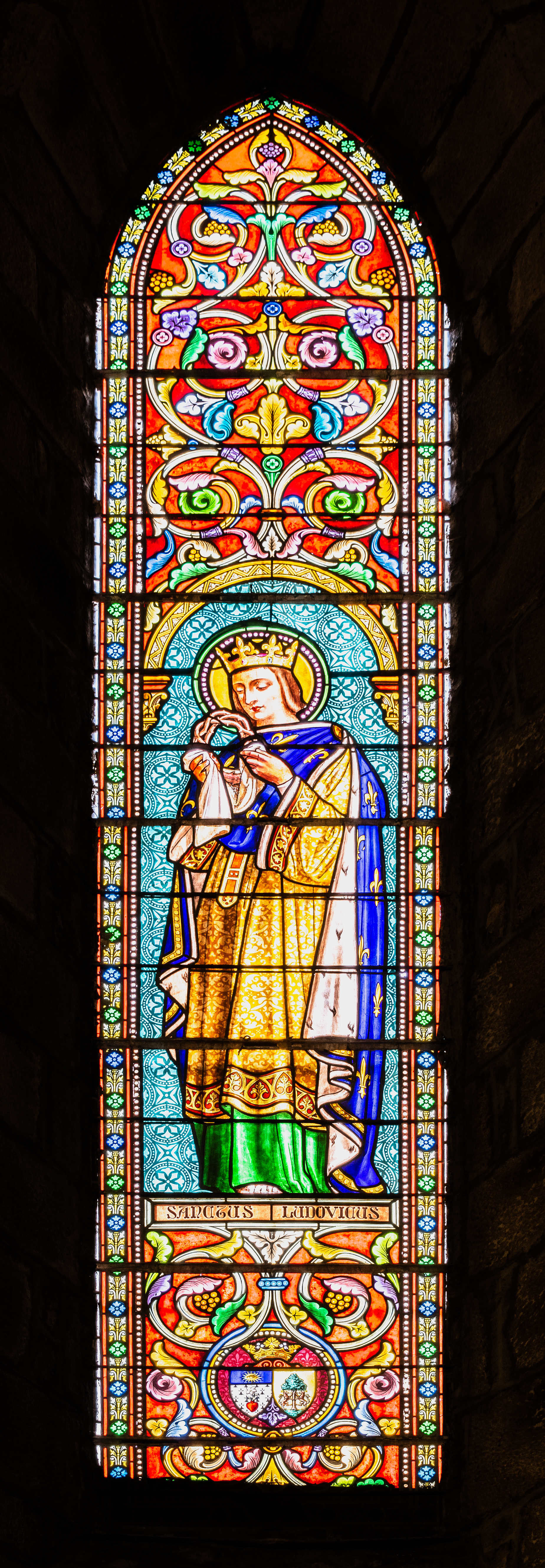
Vitrail représentant saint Louis.
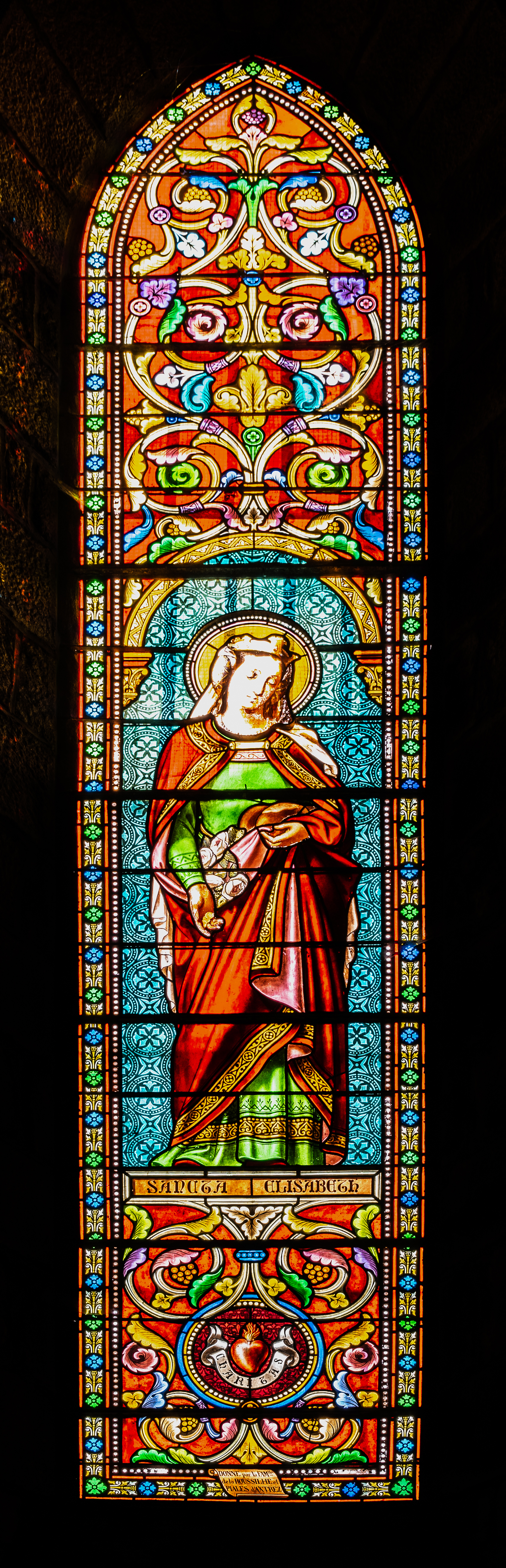
Vitrail représentant sainte Élisabeth.

## Mobilier
Le mobilier du XIXe siècle est d'une grande qualité, cependant la chaire a été enlevée ainsi que deux anges rédempteurs et un clocheton qui se trouvait sur l'autel. Un tableau offert par l'impératrice Eugénie représentant l'Ascension de la Vierge se trouve dans la chapelle Notre-Dame-de-Lourdes. Les vitraux datent de 1900, ils proviennent de l'atelier toulousain Louis-Victor Gesta. Les vitraux modernes du cœur datent de la fin du XXe siècle car les anciens étaient endommagés. Un morceau du retable baroque de l'ancienne église est conservé dans la crypte et doit dater du XVIIe siècle, il représente la crucifixion du Christ, il est inscrit aux objets des monuments historiques. Les quatre vitraux de la nef représentent le Bienheureux Perboyre, Sainte-Jeanne-d'Arc, Saint-Ludovic (Saint-Louis) et  Sainte-Élisabeth. Des statues représentent saint Jean-Marie Vianney (curé d'Ars), sainte Jeanne d'Arc, Saint-Michel,  Sainte-Anne, Saint-Joseph, Sainte-Thérèse de Lisieux et de Saint-Antoine. Un vitrail moderne représentant Saint-Gérard Majella a été installé dans la chapelle du Sacré-Cœur, il est illuminé.

## Les cloches
- Le bourdon fut inauguré la même année que le clocher, le parrain est M. Piales-d'Astrez et la marraine est Hélène Piales-d'Astrez.
- Une des cloches de 1860 à comme parrain un certain Colonel de Verdal, peut-être un ancêtre du châtelain de Grugnac Jacques de Verdal.

## Liste des curés de la paroisse de Sousceyrac

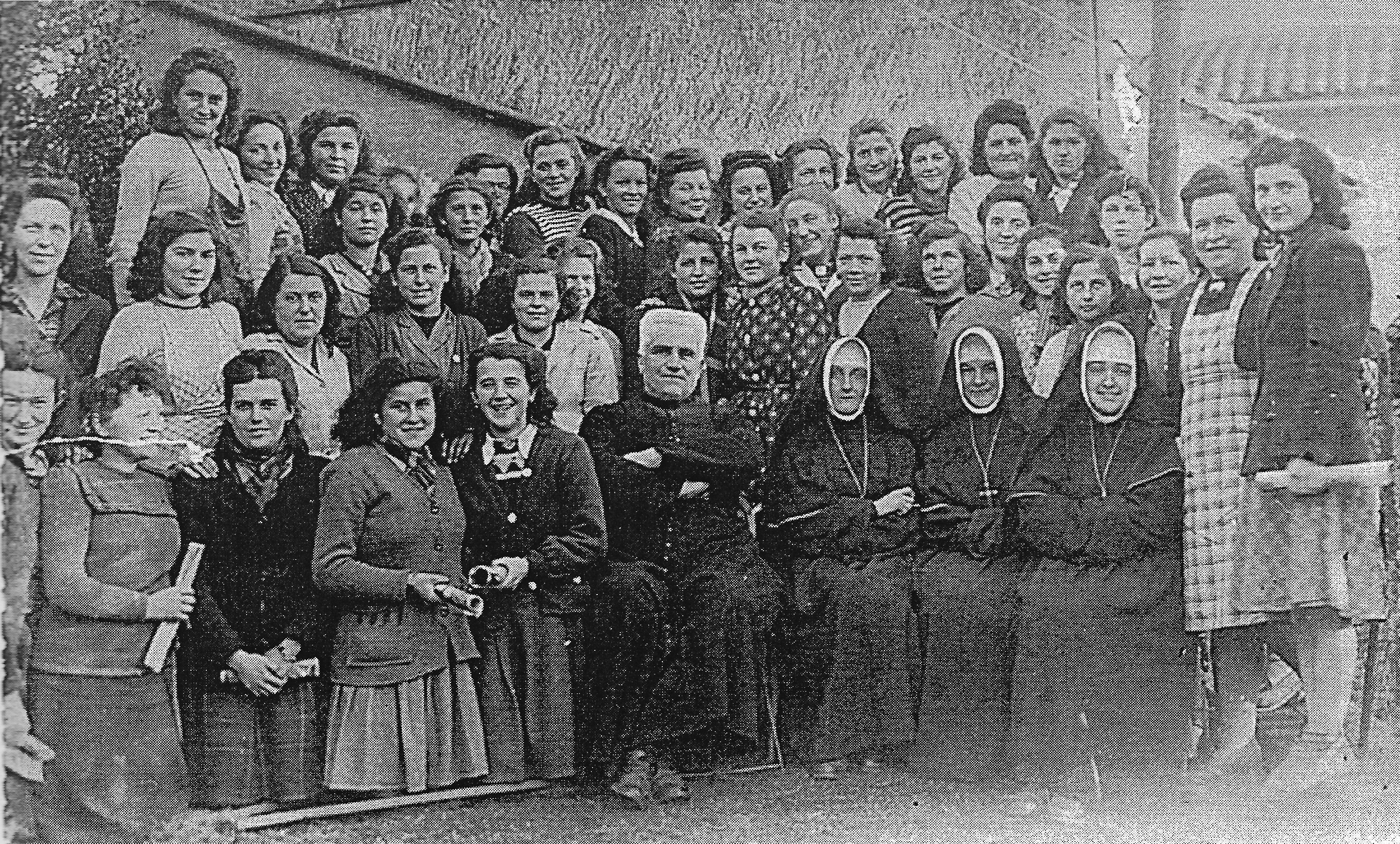
l'abbé Arsène Landes et l'école pour jeunes-filles du couvent des Ursulines.

| Période   | Curés                                 | Période   | Vicaires                        |
| --------- | ------------------------------------- | --------- | ------------------------------- |
| 1309-1311 | Pierre de Sénalhac                    | ×         | ×                               |
| av.1387   | Géraud Molinier                       | ×         | ×                               |
| ap.1387   | Guillaume de Fontanges                | x         | x                               |
| 1516      | Georges Rous                          | ×         | ×                               |
| ×         | Césaire Vernhol                       | 1631-1633 | M. Asfaux                       |
| 1633-1695 | Jean Labrousse                        | ×         | ×                               |
| 1704      | François Boutaric                     | ×         | ×                               |
| 1727-1771 | Jean-Baptiste Scribe                  | 1733      | Pierre Revel                    |
|           |                                       | 1737      | M. Paliès                       |
|           |                                       | 1753      | Raymond Cazals                  |
|           |                                       | 1757      | M. Gailhard                     |
|           |                                       | 1764      | Jean-Baptiste Cazals            |
|           |                                       | 1765      | Jaques Laroussilhe              |
|           |                                       | 1768      | Jean Reygade                    |
| 1771      | Guillaume Besayrie                    | x         | x                               |
| 1774-1803 | Jean Clamagirand                      | 1789      | M. Jauzac                       |
|           |                                       | 1790      | Alexandre Roussilhe             |
|           |                                       | 1793      | M. Patey                        |
| 1803-1824 | Alexandre Roussilhe                   | 1802      | M. Raymond                      |
|           |                                       | 1809      | Jean-Vincent Bex                |
|           |                                       | 1815      | M. Paramelle                    |
|           |                                       | 1818      | M. Irondelle                    |
|           |                                       | 1820      | Jean-Pierre Ladoux              |
|           |                                       | 1821      | M. Pons                         |
| 1824-1832 | M. Laporte                            | 1826      | M. Girma                        |
|           |                                       | 1827      | M. Moussié                      |
|           |                                       | 1829      | M. Souques                      |
| 1832      | Jean-Pierre Ladoux                    | x         | x                               |
| 1850-1860 | Jean-Baptiste Larribe                 | 1852      | M. Lherm                        |
|           |                                       | 1854      | M. Cros                         |
|           |                                       | 1855      | M. Vernhes                      |
|           |                                       | 1856      | M. Destruel                     |
| 1860-1866 | Jean-Pierre Ladoux                    | 1861      | M. Guarrigue                    |
|           |                                       | 1864      | M. Gouzou                       |
| 1866-1876 | Antoine Orliac                        | 1869      | Augustin Roussilhe              |
| 1876-1887 | Augustin Roussilhe                    | 1879-1881 | M. Vieillescaza                 |
|           |                                       | 1881-1887 | Henri Lamouroux                 |
| 1887-1898 | Frédéric Vayssié                      | 1886-1892 | Félix Labrousse                 |
|           |                                       | 1887-1897 | Antoine Jammes                  |
|           |                                       | 1897      | M. Gombert                      |
| 1898-1908 | Louis Lafon                           | 1899      | M. Laubertie                    |
|           |                                       | 1900      | Emile Bailles                   |
|           |                                       | 1900      | Antoine Dardennes               |
|           |                                       | 1905      | Ludovic Paramelle               |
| 1908-1936 | Joseph Alaman                         | 1910-1914 | Clément Audubert                |
| 1936-1965 | Arsène Landes                         | x         | x                               |
| 1965-1969 | André Verdier                         | 1965-1969 | Christian Combalbert            |
| 1969-2000 | Louis Delrieu                         | 1969-1977 | Leopold Castagné et Jean Cancès |
|           |                                       | 1977-1988 | René Cadiergues                 |
| 1988-2017 | Hugues de Traversay                   | x         | x                               |
| 2017-2024 | René Rougié (Curé de Girac)           | x         | x                               |
| 2017-...  | Christian Durand (Curé de Saint-Céré) | x         | x                               |

## Églises du regroupement paroissial
- Église Saint-Jean-Baptiste de Comiac
- Église Saint-Étienne de Calviac
- Église Saint-Julien de Lamativie
- Église Notre-Dame-de-l'Annonciation de Lentillac (Latouille-Lentillac)
- Église de l'Assomption de Lacam-d'Ourcet
- Église Sainte-Lucie de Pontverny
- Église Sainte-Cécile-et-Saint-Roch de Sénaillac
- Sanctuaire et chapelle Notre-Dame de Verdale
- Église Sainte-Marie-Madeleine de Teyssieu